# SMAP×SMAP
『SMAP×SMAP』（スマップスマップ）は、フジテレビ系列で1996年（平成8年）4月15日から2016年（平成28年）12月26日まで、毎週月曜22:00 - 22:54（JST）に放送されていた日本のバラエティ番組及びSMAPの冠番組である。通称「スマスマ」。関西テレビとフジテレビの共同制作。肩書は全て当時のものとする。

## 概要
SMAPのメンバーによる様々なコーナーやコントから構成されるバラエティ番組。番組前半は料理コーナー「BISTRO SMAP」、番組後半はコントやゲームコーナー、番組終盤は音楽コーナー「S-Live」という構成が基本であった。
番組タイトルの『SMAP×SMAP』は、アメリカ映画『ニューヨーク・ニューヨーク』から由来し、ジャニーズ事務所社長のジャニー喜多川が同映画から命名した。
当番組は1996年3月25日までテレビ東京系列で放送されていた『愛ラブSMAP!』の後継番組とされている。ただし、曜日に関しては同じ原則月曜日放送であったものの、放送局や時間帯などが異なるため、スマスマ内では同番組の後継番組であるという事は特段触れられていない。番組中期以降になると、後継番組であるという事自体が無かったことにされていた。
約20年9ヶ月の放送期間は、フジテレビ系列のゴールデンタイム・プライムタイムにレギュラー放送されているバラエティ番組では、『とんねるずのみなさんのおかげでした』（1988年10月 - 2018年3月）、『奇跡体験!アンビリバボー』（1997年10月 - ）、『めちゃ2イケてるッ!』（1996年10月 - 2018年3月）に続く放送期間であった。

### 共同制作について
本番組は、関西テレビとフジテレビの共同制作である。関西テレビ側は、スポンサーセールス・全国系列局への番組送出・一部スタッフの支援・CM出し・提供クレジットの表示・アナウンス読みを担当する。一方、フジテレビ側は企画・収録・本編送りを担当する。生放送のスペシャルに関しては河田町→台場のフジテレビの本社スタジオからの映像を、西天満→扇町の関西テレビ本社マスターを一度経由してからネット回線に送出していた（そのため、番組中のテロップはフジテレビの副調整室から、提供クレジットは関西テレビのマスターからそれぞれ出していた）。番組が終了したのちも『R-1グランプリ』決勝戦において同様にこの手法を行っている。ただし、スペシャル回の一部、その年の年内最後、最初の放送、最終回など一部放送回はフジテレビの本社マスターから直接番組送出を行っていた。
このような体制となった経緯について、番組開始当時のゼネラルプロデューサー（制作）の佐藤義和によれば、以前より『夢がMORI MORI』や『SMAPのがんばりましょう』を制作してきたフジテレビが、1995年10月よりSMAPをメインとするバラエティ番組を開始させる計画だったが、自社制作枠に空きが無いため実現しなかったことに起因する。これに対し、当時のフジテレビ編成局長重村一の考案で、関西テレビ制作の火曜22時バラエティ番組枠を月曜22時枠に移動させた（同時に枠交換という形で、それまでの関西テレビ制作月曜22時ドラマ枠は、火曜22時枠へ移動。その後関西テレビ制作の連続ドラマ枠は2021年10月より再び本番組が放送されていた月曜22時に移動した。）。その上で、関西テレビの制作枠にフジテレビが下請けになるスキームをとることで新番組の放送枠を確保した佐藤義和. “佐藤義和の私のテレビ史 SMAP×SMAPの誕生”. ファイブエルウェブ（フリーマガジン5Lのweb版）.   株式会社TARGET. 2014年2月21日時点のオリジナルよりアーカイブ。2014年2月21日閲覧。。本番組の発局が関西テレビなのはこのためで、制作クレジットも「関西テレビ、フジテレビ」→「8 カンテレ、フジテレビ」となっている（一貫して目玉マークはなし）。なお、フジテレビ系の月曜22時枠がバラエティ枠になるのは『三枝の愛ラブ!爆笑クリニック』(関西テレビ制作)以来、11年ぶり。
2004年（平成16年）3月には、番組内のCM放送時にサブリミナル効果を引き起こす映像があったと『週刊現代』が報じた。これは関西テレビが番組の送出を行っており、フジテレビは関西テレビからの送出を受ける立場であるため、放送されるCMも関西テレビのものが基準となる。しかし、地域によっては同じスポンサーでもCMを変えて放送することがあるため、その切り替え時に技術上発生したものである。この記事が掲載されたことにより、同月15日、関西テレビは緊急会見を行った。当時の取締役千草宗一郎は「事実に反する記載で誹謗中傷にあたる」と反論。また、同誌編集長あてに、謝罪と回答を求める文書を内容証明郵便で送付したことを明らかにした。『週刊現代』からの事前の質問に対し関西テレビも同様に回答したというが、『週刊現代』は「サブリミナル疑惑」と誤った情報を掲載した。

### スペシャル・放送休止
年数回、メンバーの特別企画や特別編（関西テレビ制作）、生放送スペシャルなどが放送されていた。番組初期は、生放送を新春・春・夏と3回程度行ってきたが、2000年代に入ると、メンバーの個人活動が増えたことによる多忙から、徐々に減らさていき、2000年代後半頃からは新春のみ行われていた。また、年末では1997年12月31日に放送された年越しのスペシャルと、2000年12月の2週に渡っての『20世紀のスマスマベスト30』、2005年（平成17年）12月26日に『もう一度見たい名場面リクエストスペシャル』が放送された。2010年代に入ってからは月に1回 - 3回程度、15分拡大版が放送された。2010年頃までは祝日や振替休日にあたる日に主に行っていたが、2011年頃からは祝日よりも平日のほうが視聴率が良かったこともあり、平日でも拡大版が増えた。そのため、2012年以降は祝日また振替休日は通常回になることが多かった。改編期には、21:00 - 23:18（23:24）の2時間半の拡大版が放送される傾向が多かった。
年末年始や報道特別番組が急遽行われた場合（2008年9月1日に福田康夫が当時の内閣総理大臣辞任に伴う報道特番による放送時間繰り下げ、2011年3月14日に東日本大震災に伴う報道特番による放送休止など）を除いては、特別編を含め番組が休止になることはほとんどなく、春・秋の番組改編期の場合では『ロングバケーション』・『ラブジェネレーション』などの木村が主演し高視聴率を得た月9ドラマの特別編で休止になったことがあった程度で、関西テレビ発信による月曜日放送の特別番組としては、1999年3月29日に放送された武田鉄矢がメインを務めた『芸能人が営む世話好き宿』を最後に放送されてこなかった。しかし、2014年8月4日には実に15年4ヶ月ぶりとなる関西テレビ自社制作による特番『世界一周ワンジャンル・ツアー』が放送された。これは27時間テレビによる措置である。なお、翌週11日放送の『ファミスマ』（中居出演）と2015年3月23日放送の『中居正広のISORO』（中居・稲垣出演）はフジテレビの単独制作だった（スポンサーセールスは関西テレビが担当）。2016年にSMAP解散騒動が発生してからは、特別番組が放送される事が増え、改変期や年末年始時期、報道特別番組等がなくても月に数回休止される事も多くなった。
なお『笑っていいとも!秋の祭典スペシャル』が土曜日に放送された2006年秋のこの時期は、『ドラマレジェンドスペシャル』として『古畑任三郎 vs SMAP』と題した、タイトル通りSMAPが出演しているスペシャルドラマの再放送（本放送は1999年1月3日）が行われ、その後も2008年に『ドラマレジェンド』として『世にも奇妙な物語 SMAPの特別編』の再放送（本放送は2001年1月1日）が行われた。

### メンバーの不祥事による番組内容の変更
- 2001年8月24日に、稲垣が放置駐車に端を発した道路交通法違反（駐車禁止）、公務執行妨害で現行犯逮捕（結果は公務執行妨害は不起訴、道路交通法違反は罰金刑）されたため、翌週の27日の放送では、本人出演のシーンとロート製薬のオープニングキャッチ、提供クレジットをカットして放送された（パーティシペーション扱い）。その後、予定されていた4回分の放送がお蔵入りとなり、通常の『SMAP×SMAP』としては9月いっぱいは休止。特別編や過去の総集編で凌いだ後、10月から2002年1月の新年最初の放送（生放送）までは稲垣以外の4人で放送した。復帰初回は番組史上最高視聴率の34.2%（ビデオリサーチ調べ、関東地区・世帯・リアルタイム）を記録。番組終盤では、稲垣復帰を記念とした「稲垣吾郎 復帰 SPECIAL LIVE」が行われた（「BEST FRIEND」「SHAKE」「夜空ノムコウ」の3曲を披露）。また、2001年に放送を予定していた4回分におけるコントなどは、放送間隔の関係で翌年に先送りされたものもあった。
- 2009年4月23日に、草彅が公然わいせつ罪で現行犯逮捕（結果は起訴猶予処分）されたため、翌週の27日の放送では、本人以外のメンバーが登場する映像を集めた特別編を放送した。但し、稲垣が逮捕された時とは異なり、番組提供は通常通り行われ、ロート製薬のオープニングキャッチが通常の提供読みに差し替えられただけになった。同年5月4日以降も「BISTRO SMAP」の放送がなく総集編や特別編で5回分を凌いだ後、草彅が同年5月28日に復帰したことに伴い、同年6月1日放送分から通常構成に戻った。なお、復帰初回の視聴率は2009年に入って最高となる22.0%（ビデオリサーチ調べ、関東地区・世帯・リアルタイム）を記録。番組冒頭では、草彅復帰を記念とした「草彅剛 復帰 SPECIAL LIVE」が行われた（「ありがとう」「SHAKE」「この瞬間、きっと夢じゃない」の3曲を披露）。放送を予定していたVTRは、草彅の復帰後に改めて放送した。

### スポンサーとCM営業の変遷
前述の通り、当番組は関西テレビとフジテレビの共同制作だが、スポンサーに対する営業は関西テレビが全面的に担当する。関西テレビでは立ち上げにあたり、当番組以前の水曜→月曜→火曜22時台バラエティ枠（『三枝の愛ラブクリニック→三枝の愛ラブ!爆笑クリニック』→『ひらけ!GOMA王国』）における営業スタンスを原則引き継いだため、前後半でスポンサーが交代する形を取っている。
放送開始から2010年3月までは、前半がロート製薬の一社提供、後半はP&G筆頭の複数社提供というスタイルだった。これは、ロートが加盟している日本製薬工業協会の自主規制により、医家向け医薬品・大衆薬メーカーの一社提供が30分枠までとされていたためである。同年4月でロート製薬が同時間帯の筆頭スポンサーを降板し、同社を含む複数社提供となったが、前後半ですべて途中で交代するというスタイルは放送開始以来変わっていない。2016年9月をもってロート製薬がスポンサーを降板。なお、スポンサー枠は、2016年10月から始まった火9ドラマのカウキャッチャーに移行した。
スポンサークレジットの表示は関西テレビが担当し、提供読みについては通常は関西テレビ側が「ご覧のスポンサーの提供でお送りします（しました）」、フジテレビ側は「この番組は（P&Gと）ご覧のスポンサーの提供でお送りします（しました）」である。ただし、2007年と2010年の正月スペシャルや、2016年12月26日放送の最終回スペシャルのように番組配信・スポンサークレジットの表示・提供読みもフジテレビが担当するという例外もある。

なお、前半がロート一社提供だった時代には、番組の冒頭で同社のオープニングキャッチも放送されていた。ただし福井テレビでは最初の半年間は遅れネットでかつローカルセールスだったため、また福島テレビは立ち上げから同時ネットだったが最初の1年間のみ番販ネット扱いで放送され、共にロートのオープニングキャッチを流さなかったことがある。この時、福島テレビ放送分のスポンサーに就いたのは郡山市に本社を置く冠婚葬祭業はまつグループで、はまつアワーのサブタイトルがあった。送り出しも事前に関西テレビ・フジテレビから番組素材を受け取り自社で行い、他局でロート製薬から他社にスポンサーが切り替わる部分の提供ベースに、はまつグループのロゴを表示していた。これら2局でロート製薬のオープニングキャッチをどう差し替えていたかは不明。

## 番組の歴史
1996年4月15日に、番組の初回が放送された。この日は木村主演の月9ドラマ『ロングバケーション』が初回30分拡大だったため、30分遅れた22:30〜23:24の放送だった。内容は「古畑拓三郎」、「涙のSMAP」、「BISTRO SMAP」、「SMAP最強カラオケメドレー・中森明菜編」で、視聴率は22.4%（ビデオリサーチ調べ、関東地区・世帯・リアルタイム）を記録した。
1996年5月27日まではオープニングにタイトルCGが存在した。第1回から同年5月20日まではその前にスタジオ前室の椅子に座っているメンバーが何かしら言い争いをした後、ラストに草彅が絶叫アトラクションに乗らされたり、前室の壁を突き破ってバンジーや飛び込み台で落とされ、悲鳴をあげながら「スマスマ〜」と叫んでOPに入る（この部分は別撮り）という流れがあった。タイトルCGは森の脱退を機に廃止され、その後2002年10月まではロート製薬のオープニングキャッチに番組タイトル（スペシャル・特別編の場合はそのタイトル）が入っていた事からそれがタイトルCGの代わりとしていた。2002年11月4日からは提供クレジットのみの表示となったためタイトルCGが復活していたが2004年に廃止された。なお、森在籍時のタイトルCGは最終回のオープニングとエンディングで再び放送されている。
同年7月22日、河田町のフジテレビ本社第6スタジオから「スマスマ夏休みスペシャル!生放送」と題して21:45（15分前倒しでスタート）から初の生放送スペシャルが行われた。中村玉緒をゲストに迎えて「生ビストロ」、「古畑拓三郎珍プレー祭り」（NG集）、「涙のSMAP」の3本立てで放送し、終盤の「S-Live」では『青いイナズマ』をCG効果を使いながら生放送で披露した。
1997年10月13日には『SMAP×SMAP '97 今夜は大阪から生スペシャル』と題して、同年10月1日に大阪府の西天満から扇町へ移転したばかりの、制作局である関西テレビの本社スタジオから、引越し記念の生放送を行った。この回のゲストは上沼恵美子（夫・上沼真平が同局に勤めていた）と赤井英和で、関西テレビのアナウンサーとして全国規模の知名度を得ていた桑原征平（上沼と同じく1969年に入社）が、「涙のSMAP」の進行を特別に担当した。この回でSMAP全メンバーにより六角形のガラス に描かれた巨大サインが社屋正面玄関に飾られた。2016年末の放送終了・グループ解散後は社屋内のアトリウムに移してその後も引き続き展示されている。2022年にはこれに加えて六角形ガラスに関する説明のパネルとメンバー全員から番組スタッフに送られた「BISTRO SMAP」のコーナーロゴが入ったお椀とフォーク・スプーンの食器セットも展示されている。
1997年12月31日から1998年1月1日まで、19:00 - 20:00と23:45 - 翌0:45の2部構成で番組初の年越しスペシャルが生放送された。なお、番組が大晦日に放送されたのも初である。この日は『第48回NHK紅白歌合戦』（NHK）の白組司会を中居が務めたり、SMAPも出場していることもあり、裏被りを避けるために同番組の放送時間である20:00 - 23:45は他番組を放送。2部の放送開始時は中居以外の4人が登場し、中居は番組中にNHKから移動しながら、番組終盤のライブでギリギリ間に合って出演する形となった。
1997年の最高視聴率はバラエティ全体で1位の29.4%(9月15日)だった。
2000年11月27日放送回は30.0%を記録。
2000年12月25日には、21:00 - 23:18に『SMAP×SMAP 20世紀のスマスマ初回からドーンと見せます ベスト30スペシャル』と題して、番組初のクリスマスにスペシャルが放送された。
2002年1月14日生放送分では、不祥事で謹慎していた稲垣吾郎が番組に復帰。視聴率は34.2%（ビデオリサーチ調べ、関東地区・世帯・リアルタイム）を記録し、番組の歴代平均視聴率で最高の回となっている。
2002年9月9日放送分の1コーナー「今日は何の日?」やエンディングトークにおいて、メンバーが「『スマスマ』のオンエアー日とデビューの日が重なるのは初めて」と発言しているが、実際には開始間もない1996年9月9日にも番組が放送されている。
2005年12月26日と2010年1月4日には、19:00 - 23:24に、当時の過去最長となる264分（4時間24分）の拡大版が、それぞれ年末スペシャルと新春スペシャルで放送された。2005年12月26日には『SMAP×SMAP'05 歴史的瞬間全部見せます!! 史上最強の4時間半スペシャル!!!』と題して、当番組ではこれまで放送される事がなかった19時台・20時台に初めて放送され、さらに、2010年1月4日には『SMAP×SMAP お正月に生SMAP! 史上最長4時間半スペシャル』と題して、当番組史上初となる264分に渡る生放送を行った。また、香取慎吾はインフルエンザのため欠席したが、エンディングに電話で生出演した。なお264分という放送時間は、後述する最終回に抜かれるまで歴代最長だった。
2007年1月1日には、21:00 - 23:30に『SMAP×SMAP 超豪華! 元旦スペシャル!!』と題して、番組初の元日放送となり、21時からのスペシャル版で放送した。なお、元日に放送があったのはこの年のみである。
収録はそれまで世田谷区砧にある東京メディアシティ・レモンスタジオで行われていたが、2007年のフジテレビ湾岸スタジオ落成を機に、同スタジオ並びにフジテレビ本社スタジオ（FCGビル）へ移行した。
2008年4月14日・4月21日は、2週連続で2時間の拡大版（21:00 - 22:48）が放送された。これは、木村拓哉主演のドラマ『CHANGE』が同年5月12日に放送開始であったことに伴うものである。また、番組の再放送は行われていなかったが、2010年4月17日にフジテレビと関西テレビで、スペシャルの事前番組として一部の回が再放送された。
2011年3月11日の東日本大震災の発生以降の放送では、毎回エンディングでメンバーによる義援金や支援金の呼びかけを最終回まで行った。このメッセージは同じ映像の使い回しではなく、番組収録の度に新規に収録している。また、2016年4月14日の熊本地震の発生後、5月30日までの放送では「フジネットワーク サザエさん募金」、6月6日以降は「熊本地震災害義援金」の呼びかけも合わせて行われている。
2013年9月30日には、当番組と『おじゃマップ』をベースとしたSMAPが司会の特別番組『SMAP GO!GO!』が放送された。
2014年7月26日・7月27日には、SMAPが総合司会を務める『武器はテレビ。 SMAP×FNS 27時間テレビ』が放送された。
2015年4月6日より、SMAPのジャニーズ事務所の後輩であるKis-My-Ft2がメイン出演のバラエティ番組『キスマイBUSAIKU!?』が、毎週月曜23:00 - 23:30（COOL TV枠）へ移動。これにより、当番組から直後に放送される『キスマイBUSAIKU!?』まで、ジャニーズ事務所所属グループの冠番組が連続で放送されることになった。

### SMAP解散と番組の終焉
2016年1月に起きた「SMAP解散騒動」以降、一部週刊誌や『東京スポーツ』などのスポーツ紙などで打ち切り説が度々掲載されていたが、関西テレビの福井澄郎社長や、フジテレビ及び同局亀山千広社長はそれぞれ打ち切りを公式に否定した。
同年1月18日の放送では、放送予定の内容の一部を急遽生放送に差し替え、メンバー全員が今回の騒動について謝罪した上で、グループの存続を発表した。なおこの日放送分の視聴率は、フジテレビでは31.2%（ビデオリサーチ調べ、関東地区・世帯・リアルタイム）、関西テレビでは29.7%（ビデオリサーチ、関西地区・世帯・リアルタイム）をそれぞれ記録した。
この番組は音楽番組以外でメンバー全員が揃って出演する数少ない場であったが、この騒動以降BISTRO SMAPやS-Liveを例外として全員が出演するコーナーが消滅、過去の映像を使用した特別編が増えて通常放送が大幅に減少した上、コーナーの観覧も廃止され収録後のVTRに音声をかぶせるようになる。また、それ以前は改編期や年末年始、お盆やGW等含めても番組が休止されることはほとんどなかったが、この騒動以降は、改編期ではない時期であっても月に数回放送が休止されることが多くなった。
同年8月14日、レギュラー出演するSMAPが同年12月31日をもって解散することが事務所より発表された。これを受けフジテレビは、当番組も2016年12月末をもって放送を終了することを同年8月17日に正式に発表した。
また、SMAPの解散発表後と当番組の年内の放送終了の発表後には、SMAPのファンを中心に番組ホームページに「どんな形でもいいから番組を続けてほしい」などといった、当番組の存続を望むコメントが多数寄せられた。
解散発表後最初の放送となった同年8月15日の放送の番組冒頭には全画面白バックに黒文字で「昨日、SMAPの活動についての発表がなされましたが、『SMAP×SMAP』の今後の対応につきましては近日中に視聴者の皆様に報告させていただきたいと思います。本日は予定通りの放送内容をお送り致します。」のテロップが25秒間にわたって表示された。そして、フジテレビ・関西テレビは17日、同番組について連名でマスコミ各社にFAXを送り、「解散に関する発表を受け、継続不可能と判断」として年内での終了を正式決定したと発表した。
翌週8月22日の放送では、番組のオープニングで第1回放送の「BISTRO SMAP」のVTRでスタートし、「世界に一つだけの花」を流しながら過去の名場面が流れ、「1996年にスタートしたSMAP×SMAPは放送20年を越えることが出来ました。そして、今年の年末をもってファイナルを迎えることになります。最終回まで全力で番組を作ってまいりますので応援よろしくお願いいたします。」というメッセージがテロップで表示された。
同年12月19日の放送では、22:00 - 23:24に1時間半の拡大版で、当番組のメインコーナー「BISTRO SMAP」の最終回（最後のゲストはSMAPと親交が深いタモリだった）が放送された。
同年12月26日の放送では、18:30 - 23:18に5時間の拡大版で、『SMAP×SMAP 最終回』と題して、番組の最終回が放送された。

### 番組終了後の他のバラエティ番組の動向
テレビ黎明期から続いていたお笑いと音楽コーナーが混在している伝統的な音楽バラエティ番組は、本番組終了の2016年以降は民放のゴールデンタイムやプライムタイムではレギュラー放送されていない。ただし、お笑い要素のない一般的な音楽番組は当番組健在当時より放送されている『ミュージックステーション』がテレビ朝日で、2020年より『CDTV ライブ!ライブ!』がTBSで、2024年より『With MUSIC』が日本テレビで放送。また、コント番組もしばらく制作されていなかったが、2021年より同じフジテレビで若手芸人、俳優、女優などが主体の『新しいカギ』が特番を経てレギュラー放送されている。

## 出演者

### レギュラー
- SMAP
  - 中居正広 ■ピンク（グループ活動時は青）
  - 木村拓哉 ■赤
  - 稲垣吾郎 ■青 （グループ活動時はピンク）（2001年8月27日放送分から一時出演見合わせ、2002年1月14日放送分から復帰。）
  - 森且行 ■白 （番組開始当初から1996年5月27日放送分までレギュラー出演。同年までメンバー。）
  - 草彅剛 ■黄 （2009年4月27日放送分から一時出演見合わせ、同年6月1日放送分から復帰。）
  - 香取慎吾 ■緑

メンバーカラーは「BISTRO SMAP」やテロップなどで用いられている。5人が揃って出演するコーナーは、原則中居の司会で進行する。
番組内では、中居は開始当初から一貫して「中居」と名字で呼称しているが、ほかの4人を名字で呼称するようになったのは2002年頃からで、それ以前は基本的に「（木村）拓哉」、「（稲垣）吾郎」、「（草彅）剛」、「（香取）慎吾」と下の名前で呼称していた。森が出演していた頃は、森も基本的に名字で呼称されていた。

### 準レギュラー・多数出演のゲスト
| - 斎藤洋介 - 柴田理恵 - 横山めぐみ | - おすぎ - ピーコ - 片岡鶴太郎 | - 勝村政信 - 櫻井淳子 - YOU | - 伊藤裕子 - 近藤芳正 - 戸田恵子 | - あのねのね - 白石美帆 - 生瀬勝久 | - 香里奈 - 草野仁 - 田中要次 | ほか |

## 主なコーナー・企画

### BISTRO SMAP
当番組のメインコーナー。第1回放送から最終回まで一貫して続いた。

### S-Live
特殊な例を除き、番組の最後には歌のコーナーがある。初回のゲストは中森明菜。最後のゲストは椎名林檎。最多出演者は久保田利伸（8回）。「S-Live」の他にも「THE TRIBUTE SONGS」「SMAP最強カラオケメドレー」「SMA☆SMASH」「スマッピーズ」「メモリッピーズ」「音楽室」「踊るスマッピーズ」などのコーナータイトルが存在する。他の音楽番組では滅多に歌われないシングルのカップリング曲やアルバム曲、個人のソロ曲などが披露されることもある。また、評判が高かったコラボは、同局で放送されている大型音楽番組『FNS歌謡祭』『FNSうたの夏まつり』でも披露される場合もある。
番組初期は、ゲスト参加型の場合、ゲストの楽曲をSMAPが歌う → 3DCGで出てくるものにさらわれる → ゲストが登場して楽曲を歌う →最後はゲストが指を鳴らしてSMAPを出し、さらに楽曲をゲストとSMAPのセッションで歌い、CMの後にゲストがSMAPとトークする（しない場合もある）といった構成だったが、途中から最初からゲストとコラボでセッションした後にトークを放送する構成に変わった。SMAPの楽曲もゲストとコラボで披露する場合もある。
SMAPの歌のみの場合は、初期は提供クレジット中にSMAPがジェンガなどのゲームをし、負けた人が視聴者から送られてくるお便りを選び、それを基にトークをして、最後に曲紹介をして歌に移るという構成だったが、途中から毎回中居がお便りを読む形に変わっていった。トーク時のBGMは主にアルバム『Smappies』シリーズから使われている。2005年3月以降、ゲストとのセッションが増えたため、SMAP5人のみでの歌・トークが大幅に激減し（2006年8月から2007年3月を除く）、最長で2008年9月22日から2009年9月7日までの約1年間無かった。番組末期の2015年以降では、5人での歌・トークはシングルやアルバムの発売日前後以外では、ほとんど行われない上に放送時間も短く、内容も新曲の販売形態などに言及したものが多かった。トークに関してはゲストを迎えた回でも放送時間が短くなり、放送されない場合もあった。『ベビスマ』で未公開として放送されることもあるが、お蔵入りになったものもあった。
- 1996年5月27日は森の脱退前最後の出演ということで、森が選曲したメドレーを披露した後、メンバーそれぞれがメッセージを述べた。
- 2000年から不定期に放送されていた「メモリッピーズ」は、先に歌を放送し、その後にトーク（「選曲したのは誰か」や「その曲にまつわる思い出」など）を放送する構成だったが、先にトーク（メンバーが視聴者から送られて来るテーマに沿って選曲したり、テーマと共に送られてくる質問に答えるなど）を放送し、その後に歌を放送する構成に変わっていった。元々は視聴者からテーマが送られてくるコーナーではなかったが、いつしか視聴者からテーマが送られてくるようになった。視聴者から送られてくるテーマは2004年3月までは、SMAP以外のアーティストの楽曲も選曲出来るようなテーマだったが、3月に放送したトイレットペッパーマンをきっかけにSMAPの楽曲に限定したテーマが送られてくるようになった。
- 2002年1月から3月まで視聴者があるテーマに沿って、SMAPの楽曲をリクエストし、リクエストが多かった曲を歌う「スマリク」というコーナーが放送された。歌われた楽曲は以下の通り。

1. オリジナル スマイル（テーマ「朝起きて一番に聞きたい SMAP SONG」1月28日放送）
2. If You Give Your Heart（テーマ「アンケートで、BEST3には入らないけど満遍なくBEST10にランクインしている曲」2月4日放送）
3. セロリ（テーマ「疲れた心を癒してくれるSMAP SONG」2月11日放送）
4. Can't Stop!! -LOVING-（テーマ「TVであまり見た事はないけれど是非見てみたいSMAP SONG」2月18日放送）
5. どんないいこと（テーマ「帰り道思わず口ずさんでしまうSMAP SONG」3月11日放送）
6. Five True Love（テーマ「振付けを是非見てみたい SMAP SONG」3月18日放送）

- 2004年10月25日、11月8日〜11月29日に、5夜限定歌企画「Five Night Classics」を放送。「メモリッピーズ」とほぼ同じ構成だが、選曲するのは一人のみ。歌われた楽曲は以下の通り。

1. どんないいこと（選曲者は香取 10月25日放送）
2. たいせつ（選曲者は草彅 11月8日放送）
3. オリジナル スマイル（選曲者は稲垣 11月15日放送）
4. 世界に一つだけの花（選曲者は木村 11月22日放送）
5. オレンジ（選曲者は中居 11月29日放送）

- 2005年5月に、SMAPメンバーの生まれた1970年代の楽曲をSMAPとゲストがセッションするコーナー「Respect 70's」が誕生。ゲストとのトークの後にゲストとのセッションを放送するといった構成。2006年4月に派生版である「Respect 80's」が、さらに2007年7月には「Respect 90's」が誕生。 2007年2月12日に「SMAP season song」が誕生。「スマリク」と同じ要領のコーナー。歌われた楽曲は以下の通り。テーマは全て「～に聞きたいSMAP SONG」と続く。

1. オレンジ（テーマ「冬」2月12日放送）
2. 夜空ノムコウ（テーマ「冬」2月19日放送）
3. オリジナル スマイル（テーマ「春」3月5日放送）
4. どんないいこと（テーマ「秋」10月15日放送）
5. 夜空ノムコウ（テーマ「冬」2009年1月19日放送）
6. 雪が降ってきた（テーマ「冬」2月2日放送）

- 7月23日には「夏に聴きたいSMAP SONG」と題し「BANG! BANG! バカンス!」を歌った（「夏に聴きたい～」のリクエストは行われていない）。また、12月から翌年2008年3月まで「冬に聴きたいSMAP SONG」、4月から6月まで「春に聴きたい～」、7月から10月まで「夏に聴きたい～」、10月に「秋に聴きたい～」のリクエストを行っていたが放送されておらず、10月中旬から「冬に聴きたい～」のリクエストが行われていた。
- 2016年2月8日に「スマラブ」が誕生[22]。ある1人のメンバーの好きな楽曲をメンバー5人が歌唱する。以前から放送されていた「メモリッピーズ」と近い構成ではあるものの、5人でのトークが行われずにメンバー1人がその楽曲にまつわる思い入れを語る点などがやや異なる。歌われた楽曲は以下の通り。

1. 涙のキッス（選曲者は草彅 2016年2月8日放送）
2. 天国うまれ（選曲者は香取 2016年5月2日放送）
3. 糸（選曲者は稲垣 2016年6月13日放送）

### その他のコーナー
チャレンジ系
涙のSMAP
1996年4月15日の第1回から何度も行われていたコーナー。メンバー5人（同年5月までは6人）やゲストが横1列に並ぶ椅子に座り、誰が一番早く涙が出るかを競う。森の強さは圧倒的で初回放送では3本勝負すべてで勝利した。審判は吉田伸男（フジテレビアナウンサー）。なお、大阪から生放送した1997年10月13日のみ桑原征平（関西テレビアナウンサー）がレフェリーを務めた。
歌え! アイドルキックオフ
1999年1月25日初放送。
SMAPの前身グループである「スケートボーイズ」が出演していたという設定のアイドル番組（『ヤンヤンシリーズ』）のパロディ。司会はあのねのね（原田伸郎・清水國明）。あのねのねはパロディ元である『ヤンヤン歌うスタジオ』の初代司会を務めている。ナレーターは田口宏子。
「青春学園1!1!1!（ワンワンワン）」（アイドル学園1・1・1）のコーナーで、様々なスポーツに挑戦。初期は5人による個人戦。中盤からは5人が協力して、ダブルダッチ、チアリーディング等の演技を一通りやり遂げる協力型のコーナーとなった（やり遂げるまで収録は終わらない）。
衣装は派手なピンクのタンクトップに白い短パンとバンダナでそれぞれニックネームで呼び合うといういかにも80年代男性グループアイドルといった雰囲気を再現していた。ニックネームは中居はマークン、木村がタックン、稲垣がゴロゴロ、草彅がツヨチャン、香取がシンゴ。オープニングソングにスケートボーイ歌唱の「SAY YES I＄（アイドル）」（作詞：鈴木担、作曲：山沢大洋、編曲：武藤星児）という、昭和末期のアイドル曲を模したオリジナル曲（かなりふざけながら歌い踊っている）も作成されたが音源化はされていない。ライブツアービデオ「LIVE S map」には収録されている。
2006年11月20日放送で新庄剛志がツヨツヨとして、2008年9月22日放送では桑田真澄がクワタくんとしてゲスト出演した。2010年1月4日の生放送4時間半スペシャル内では、SMAPが事務所の後輩であるKAT-TUNと対決した。2016年、スマホゲーム「アイドルマスター シンデレラガールズ スターライトステージ」のCMに出演した中居の衣装が本コーナーと同じようなデザインであった。
芝居系
歌謡ドラマ
1996年頃から1998年頃まで不定期に行われていたSMAPのシングル曲のタイトルを題材にしたショートドラマ（コントドラマ）。
ある程度ドラマが完結した後、CGで歌の衣装が変化。そしてセットが割れ、歌のイントロが流れる。2005年8月15日に放送された『SMAP×SMAP夏休み特別企画 SMAPソング「青いイナズマ」から「BANG! BANG! バカンス!」まで全16曲一挙公開! 完全攻略スペシャル』では、「青いイナズマ」の居酒屋バージョン、「Peace!」の「スマロビアより愛をこめて（おそらく『007 ロシアより愛をこめて』のパロディ）」バージョンが放送された。
THE ACTOR COLOSSEUM（アクターズコロシアム）
SMAPの5人とゲスト俳優（Special Actor）がくじで決められた配役につき、全てのセリフをほぼ正確に演じきるまで終わらない。配役によってセリフや出番の多寡が変わり難易度が分かれていた。初期は裁判所が舞台で「裁判官・検事・弁護士・被告人・証人」という役であることが多かった。のちに有名脚本家によるシナリオも登場した。ナレーター：斎藤洋介。
| 放送日         | ACT数 | Thema                      | ゲスト     | クリア回 | シナリオ   |
| -------------- | ----- | -------------------------- | ---------- | -------- | ---------- |
| 1997年10月27日 | 1     | 評決                       | 高松英郎   | 6回目    |            |
| 1998年2月16日  | 2     | 医療評決〜白い巨塔編〜     | 石黒賢     | 7回目    |            |
| 1998年6月8日   | 3     | 芸能評決〜スカウト詐欺編〜 | 田中健     | 8回目    |            |
| 2001年12月3日  | 4     | 救命病棟編                 | 小日向文世 | 9回目    |            |
| 2002年1月28日  | 5     | ラーメン屋人情編           | 藤田朋子   | 9回目    | 橋田壽賀子 |
| 2002年7月15日  | 6     | オーディション編           | 横山めぐみ | 28回目   | 宮本亜門   |

スマスマドラマ
中居が主演のゲストとのショートドラマ。だが最後にとんでもないオチが3、4個立て続けに中居にぶつけられ、動揺した中居がセットを破壊、最終的には池へ落ちるというベタなドタバタ劇と化してしまうコントドラマ。
- 相武紗季（中居が相武の高校の教師役で、教師と生徒の恋愛をしていた。ところが相武が強面の男性と歩いていると聞き、お見合いを断って相武のもとへ行くとなんと相武は先生と漫才がしたかっただけであった。一緒に歩いていたのは漫才の相方となったクロちゃん。）
- 星野真里（バンド仲間だったが、中居だけが大手レコード会社への就職を決めて東京へ出て行った。その後、用があると中居に電話があり、戻ると星野はヴィジュアル系バンドに入って、そのメンバーと結婚しており、デビューがしたいから紹介して欲しいというものだった。ちなみに相手はROLLY。）
- 松下奈緒（中居がタクシーに乗るときにタクシーから降り、「こんな人が彼女だったら…」と考えていた。タクシーの中に携帯電話を忘れ、中居がそれを届けた。そのとき待ち合わせの相手から電話がかかってきて、相手が現れるとなんと中居の父（藤岡琢也）であった。しかも松下は子連れ、さらに新しい子供もできていた）
- 木村佳乃（廃校を間近に控えた高校が舞台。木村は教師をやめる決意をするが、「僕がそばにいるので大丈夫」と木村の背中を触る。すると木村が悲鳴を上げた。木村には夫がおり、しかも息子もいた）
- 小林麻央（思い出のフォトグラフ。中居は小林の恩師役。小林が入院した中居を看病し続けるが、小林に電話がかかってきて小林が弟（実は婚約相手）がいるとカミングアウト。中居が退院すると待ち合わせの相手が小林の父親（西岡徳馬）でウェディングドレスを着た小林が弟役と結婚式をしていた）
- 永作博美（あの日も輝いて…。憧れの美容師の永作に散髪してもらったら変な髪形にされた中居。そこに中居と似た髪形の山田五郎が現れた）

アート系
粘土の王国
1996年12月30日初放送。
王子か王女が出した課題をSMAP（ゲストが参戦する事もある）が粘土で作っていくが、お目に適わなかった作品は執事のハンマーで潰される。毎回異なる子役が王子役、王女役で登場した。2004年3月22日放送回には草彅とドラマ『僕と彼女と彼女の生きる道』で共演中の子役・美山加恋が出演した。
できるだろ!
2006年8月28日初放送。
NHK教育テレビでかつて放送されていた『できるかな』のパロディ。内容は「粘土の王国」に似ており、100人の子供の前で工作をし、1番気に入ってもらえた作品の製作者以外の作品の製作者達が、コン太君に水中に突き落とされるというもの。
ろくろの王国
2007年1月15日日初放送。
片岡鶴太郎が進行役となり、課題に合う陶芸作品を作る「粘土の王国」の兄弟企画。その後、有名人の依頼者に対して生け花や書道等の作品を作り、それを依頼者に評価してもらう「ニッポン道場」にリニューアルされた（最下位のみ作品を没収される）。
スポーツ系
玉様ビリヤード
2000年5月15日初放送。 初期は、SMAP5人による個人戦。1人ずつ順番に打って、自分の色のボールを落とした人から抜けていく勝ち抜け方式。1抜けが「玉様」となって罰ゲームを宣告。最後まで残った1人が、告げられた罰ゲームを行わないといけない。
途中からはゲスト対SMAPのナインボール対決となり、最後に9番ボールを入れた人が「玉様」（勝利）。敗者側は玉様の宣告する罰ゲームを実行する。
主なゲスト（括弧内は勝敗と罰ゲームの内容）
- 爆笑問題（SMAP勝利、SMAPの出すお題〈オリンピック、床〉で即興漫才を披露〈この回では木村がブレイクショットで「9」のボールを入れてしまい、爆笑問題に打順が回らないまま終わってしまい、即興漫才を披露した後、爆笑問題の申し出によって2回戦が行われた。しかし、結局負けてしまい再び即興漫才を披露する事になってしまった〉）
- ソン・スンホン（SMAP敗北、五人でトイレに行きたくて仕方がない顔をすることとアカペラで「ありがとう」を歌うこと）
- ウィル・スミス（SMAP敗北、各人の「どん底の話」）
- 哀川翔（SMAP敗北、『ゼブラーマン』の主題歌を五人で）
- イライジャ・ウッド（SMAP勝利、同番組のコント「ダメ人間」シリーズの扮装で「僕、ダメ人間ですわ…」と言う）
- さまぁ〜ず（SMAP勝利、後輩芸人のネタをやること）
- ロンドンブーツ1号2号（SMAP勝利、妻帯者の亮は嫁に、当時独身の淳は母親に電話、「愛してる」と会話中で言わせる）
- 近藤真彦（SMAP敗北、「スニーカーぶる〜す」を五人で当時の衣装とローラースケートで歌う）
- ジェロ（SMAP勝利、実家にいる家族へSMAPに敗北した事を電話で報告する）

ルーレットボウリング
2005年1月24日初放送。
毎回2人のゲストを迎えて中居の司会で3対3に分かれゲームを行う。
ボウリングの要領で球を投げて、レーンの先で回転しているルーレットの穴に球を入れる。先に、自チームの色の、1〜6の穴全てに入れたチームの勝利。
Team Red:木村・草彅（あるいは香取）とゲスト
Team Blue:稲垣・香取（もしくは草彅）とゲスト
主なルール
- Great Strike：予告した自チームの数字に入れる。こうなった場合は続けてもう一回投球できる。
- Get：予告した数字ではないが、まだ残っている自チームの数字に入れる。
- Present：まだ残っている相手チームの数字に入れてしまう。相手チームの数字が消える。
- Revenge Ball：どちらかのチームがある程度数字を消した時点で登場。各チーム1回だけ白球を投球出来、相手チームの消した数字に入ればその数字を復活させることができるが、自チームに入れても復活してしまう。

負けたチームのメンバーは、勝ったチームにいるゲストのほしい物を自腹で買う（もしくはやってほしいことをやってもらう）。
主なゲスト
- 久本雅美・雛形あきこ
- YOU・佐藤江梨子
- 松たか子・中島知子
- 磯野貴理子・一色紗英
- ヒロミ・小池栄子
- 観月ありさ・松浦亜弥
- 三谷幸喜・戸田恵子
- キャイ〜ン・山田優
- 江角マキコ・村上知子
- ユースケ・サンタマリア・南海キャンディーズ
- プリンセス天功・ガチャピンとムック（投球したのはガチャピンのみで、ムックはガチャピン及び同チームの木村と草彅の応援のみ）
- 小林幸子・よゐこ
- 泉ピン子軍団（泉ピン子・石田ゆり子・原沙知絵）

ムービングスロー（MOVING THROW）
2007年9月24日初放送。SMAPチームとゲストチームが、動くフリースローで対決を行う。
最初にサイドムービング（挑戦者の立っている床がゴールから離れていく）を行う。ゴールから遠いところからシュートを決めると高得点。
次はアップムービング（ゴールが高くなっていく）を行う。高いところほど高得点。
最後はダブルムービング（床とゴールが両方とも動く）を行う。両方動く為、点数は前の2ゲームの倍。更に最後の1投のみ、任意でリングを小さくする代わりに、ゴールした際の点数を3倍に増やす事ができる。
PETANQUE
2007年11月12日初放送。毎回2人のゲストを迎えて、木村・香取がペタンクで真剣勝負。勝利者には、チームキャプテン生まれ年のワイン（SMAPチームは木村）を飲むことが出来る。
1. 高田純次、大竹まこと
2. 哀川翔、遠藤憲一

ローリング ボウリング
2008年5月19日・8月25日放送。
毎回2人のゲストを迎えて中居の司会で3対3に分かれゲームを行う。
交互に1人1投ずつ投げて、レーン先のターンテーブルにあるピンを倒して、エリアを争奪していく陣取りゲーム。
Team Red:木村・稲垣とゲスト
Team Blue:香取・草彅とゲスト
主なルール
- ターンテーブルは7分割されており、各エリアにそれぞれ10本のピンが立てられている。先に4エリアを獲得したチームの勝利となる。
- Strike：1投で、1エリア10ピンを全て倒せば、勿論そのエリアを獲得。更に続けてもう1投、投げる事ができる。
- Get：既に数本倒されているエリアで、最後の1ピンを倒した場合も、そのエリアを獲得できる。
- Golden chance：どちらかのチームがリーチ（3エリア獲得）した時点で登場。相手が既に獲得しているエリアの中から1エリアを選び、そのエリアの1番ピンの場所にゴールデンピンを1本立てる。ゴールデンピンを倒す事ができれば、そのエリアを横取り。ただし、成功・失敗関係なく、各チーム1回しか挑戦できない。

ゲーム系
パイ!ロット（PIE!LOT）
2006年8月7日初放送。
コント「アナウンサーガンガン物語」で行われた企画の1つをレギュラー化。なぞなぞ問題が出題され、正解したら手元ボタンで、相手にパイを投げつけることができるが、不正解なら自分が被害を受ける。投げられるほうは、パイ（クリーム）がぶつからないよう、正解音の後にすぐさま、プレートで防御する。途中、ダブル（トリプル）アタック問題が用意されている。しかし、正解音が鳴る前にボタンが押されたり、時間差攻撃、ボタンが壊れたフリをしたりすることも。最終問題は、灰色のダークパイ（12月限定はクリスマスパイ、元日SP時は金箔付栗きんとんパイ）がセットされる（プレートで防御できないノーガード問題となることもある）。
ナレーター：福井謙二か吉田伸男（両者フジテレビアナウンサー）。
主なゲスト
- 武田鉄矢（2006年8月7日）
- ヒロミ（2006年9月18日）
- 桂三枝（現・六代目桂文枝）（2006年11月27日）
- 梨花（2006年12月25日）
- ナインティナイン（2007年1月1日：元旦SP）
- 橋下徹大阪府知事（弁護士時代に収録したがお蔵入り。府知事就任後の2008年3月31日放送分に来店した「BISTRO SMAP」の中で、ダイジェスト版で放送された。）

三文字流鏑馬
毎回2人のゲストを迎えて、中居の司会で3対3に分かれゲームを行う。
最初にお題を発表。お題に当てはまる三文字の言葉が完成するように、1人ずつ順番に五十音表の的に矢を放つ。先に三文字の言葉を完成させた軍の勝利。
2007年9月17日放送のこの企画で、番組史上初めてとなる、ジャニーズ事務所の後輩（生田斗真）がゲスト出演した。
タメならべ
タメ（同学年）の芸能人のペアを当てる。負けたチームは罰ゲームとしてヘリウムガスを吸って歌を歌う。
その後、類似企画の「THE SAME CARD」（現れた芸能人と同い年の芸能人を、3人の中からSMAPが当てる）が放送されている。
エッグポーカー
「ギャンブルは男の美学」というサブタイトルがついている。初期に放送されていたコーナー。
ゲストが3つの卵の中から1つにサインをする。その後、卵を並べ替えてサインがゲストに見えないようにし、サインをした卵がどれかをゲストが当てる。
不正解の場合、ゲストが卵1個を溶いて飲む。正解の場合、メンバーが3個すべてを飲む。
ディーラーは中居（キング）・香取（ジョーカー）・稲垣（ジャック）と、木村（スペード）・草彅（クローバー）の2グループがあり、一人のゲストがこの2グループそれぞれと対戦した。
プレイステーションのゲーム『桃太郎電鉄7』では、この企画をパロディ化したカード(エッグポーカード)が登場した。
8秒の壁
早口言葉を8秒以内に3回言うコーナー。お題は個々によって異なり、自分の扮するキャラクターにまつわるものや、苦手とする音が多く含まれているフレーズが出題される。
上半身裸で白い背景1枚しか用意されないため、放送当時は番組一低予算な企画としてテレビ雑誌で紹介された。
指スマ
生放送時に行われていたゲームコーナー。
親指を折った拳を左右両方突き出して、ゲームスタート。1人ずつ順番に「指スマ、○!」（○には数字が入る）と掛け声を掛け、同時にそれぞれ任意で拳の親指を立てていく。
掛け声の数字と親指の立った本数が一致すればポイントで、拳を片方しまう事ができる。一致していなかった場合は、拳をしまえないまま、次の人に権利が移る。
拳を片方しまった状態で、もう一度掛け声と本数を一致させたら勝ち抜け。これを、最後の1人が残るまで繰り返す。
当初はゲストも交えた単独企画で、敗者が罰ゲームを行う事になっていたが、後にS-1グランプリのラスト種目になった。
昔からある数を予想する手遊びであるが特定の名称がないため、番組視聴者の中には指スマという名称で覚えている人も多い。
トキメキメーター
2007年春から始まった様々なシチェーションの下でメンバー3人が女性ゲストを指定されたキーワードを交えた口説き文句をゲストにつけている心拍計でどれほどときめいたのか競うゲーム。
ゲスト
黒木瞳
伊東美咲
浅野ゆう子
夏木マリ
ゲストナレーター
平野文
三ツ矢雄二
島本須美
スムージーカジノ
2013年から不定期に放送されていたコーナー。木村、稲垣、香取がゲストと三つのスムージーから一番おいしいものを当てる。外したら罰ゲームがある。
その他
フィーリング5
1996年9月30日初放送。
女性ゲスト1名にSMAPのメンバーの中で恋人・結婚相手・兄弟・親友・はとこにするなら誰か尋ねる企画。いわゆる恋愛心理テスト。基本的には女性ゲストだが、2010年2月1日放送回ではロンドンブーツ1号2号でそれぞれ選んでいた。これを発展させたのが後述の「親友フィーリングカップル5VS5」。
まちがいSMAP
2006年頃から2008年頃まで不定期にオープニングで行われていたコーナー。生放送のオープニングの様に、スタジオの入り口前で「BISTRO SMAP」の衣装でトークをしているが、メンバーや後ろの張り紙のどこかが違っていたり（例:「SMAP×SMAP」が「STEP×STEP」になっている）、メンバーの誰か1人が別の芸能人（過去には具志堅用高、彦摩呂、猫ひろし、長州小力、ゆうたろう、ダンディ坂野、阿藤快、安田大サーカス・クロちゃん、ウィル・スミス）とすり替わっている（例:木村拓哉が長州小力）という間違いが5箇所程度隠されている。間違い箇所は番組の最後に発表される。
ちょっとだけ会いたい人
2010年から不定期に放送されていたコーナー。SMAPメンバーの誰かのちょっとだけ会いたい人が登場し、SMAPとトーク等をする。
みんなで歌おう!! SMAP ni のど自慢!
ゲストがエピソードを紹介した後にメンバーの前で一番お気に入りのSMAPの曲を歌い、サビの前でゲストの歌唱力やリズムなどの様々な観点から「一緒に歌いたい！」と思ったメンバーからステージへ向かい、ゲストと共に歌う。向かったメンバーの数により評価が異なり、「超SMAP」（5人全員）を皮切りに「ほぼSMAP」（4人）・「ややSMAP」（3人）・「2-SMAP」・「1-SMAP」となる。
スマ進ハイスクール
2013年から不定期に放送されていたコーナー。ある道の達人からSMAP5人が授業を受ける。講師には村上隆・宮藤官九郎・秋元康・中田ヤスタカ・西本智実・三池崇史などが登場した。タイトルは東進ハイスクールのパロディ。
オドロキ隊!
2014年から不定期に放送されていたコーナー。そんじょそこらのことでは驚かなくなったSMAP5人に対し、最新の設備や芸術を紹介していく。
私SMAPになりました
2015年から不定期に放送されていたコーナー。有名人の顔を、ざわちんがものまねメイクによって、SMAPメンバーの顔に変身させる。
鼻うた検索SHOW!
2015年から不定期に放送されていたコーナー。音楽認識検索アプリ「SoundHound」を使い、SMAPメンバーとゲストが鼻歌で正確に曲検索させることに挑戦する。
コピスマ!
2016年4月18日初放送。SMAPメンバーが習得したい技術を本人に指導してもらい「完全コピー」する。
SMAP限界クイズ
2016年5月30日初放送。SMAPメンバーが自分の限界を超えたチャレンジに挑戦したVTRを見て、最終的に成功したか失敗したかを当てる2択クイズ。

## 特別編
通常の「BISTRO SMAP」・「S-Live」・コントコーナーまたはゲームコーナーの3つを一切やらず、ドキュメンタリーや通常回では滅多にやらないSMAPだけによる特別企画・スペシャルゲスト出演の特別企画など、全く違った内容の構成で放送される。出演者は基本的にSMAPの中の一人だけで、様々なゲストを呼ぶ場合もある。かつては年4回程度放送されていたが、後期は減少傾向にあり（当初は、生放送の次の週は特別編というのが通例であった。しかしその生放送も減少傾向である）、2002年以降年1回 - 2回程度になっていたが、2016年はSMAP解散騒動の影響か「SMAP×SMAP PRESENTS」と題し一人だけで出演する特別企画が多かった。また近々上映される映画の宣伝を兼ねた企画を行う事もある。
当初は関西テレビの単独制作であった（フジテレビは特別編の制作に関与しなかった）が、後期は通常版同様に関西テレビとフジテレビの共同制作となることが多い。

### グループ（2人以上）
森且行 ラストステージ
1996年5月27日放送。この日は、同年5月いっぱいでオートレーサー転向およびSMAPを脱退する森且行の番組最終出演日であり、森が選曲した「たぶんオーライ」「$10」「がんばりましょう」「まったくもう」「はだかの王様 〜シブトクつよく〜」「BEST FRIEND」のスペシャルメドレーをメンバー全員で披露した。披露後に、メンバーたちによる森へのコメントがあったが、中居は終始号泣しており、嗚咽しながら森と握手を交わした。
なおこの回は、BISTRO SMAPにおいて最初で最後となる木村とのタッグチームや、コント「古畑拓三郎」での犯人役など、番組では終始森にスポットを当てた企画が目白押しであった。

今年はこんなことしてました
1997年12月22日放送。1997年に放送された中居・木村・香取の特別編をスタジオで5人で振り返るものだった。他にその年のライブの裏側も放送した。
プロモゲリラ
2000年1月10日放送。「Let It Be」のプロモーションビデオを製作。メンバーがメンバーを撮るといった内容。番組の最後に完成版が放送された。このプロモーションビデオは商品化されていない。特別編としては珍しく全員が出演している。演出はタカハタ秀太。
Smap Short Films
2001年4月9日放送。草彅・香取を主演に7人のCMディレクターとCGクリエイターがショートフィルムを製作。同年8月にビデオ・DVD化された。ソフトには「MUSIC POWER GO! GO!」は未発表のディレクターズ・カット版、「治療」と「ROLLING BOMBER SPECIAL」はビスタサイズが収録された。
- 「MUSIC POWER GO! GO! -ダモン君の巻-」監督・脚本：石井克人。出演：草彅、香取。挿入曲：LOVE PSYCHEDELICO「Last Smile(extension mix)」。
- 監督・脚本：三木俊一郎。出演：草彅

- 「菅原さん」出演：寺田椿
- 「コンセント」出演：志賀廣太郎
- 「トイレ」出演：鳥羽野泰輔
- 「のれない」出演：森下能幸、藤森よし枝
- 「脱出不可能」出演：森下能幸、広瀬柚子香

- 「BUS☆PANIC!!!」監督：関口現、脚本：多田琢。出演：草彅、JAI WEST、志賀廣太郎、畑正憲
- 「GAME SHINGO」作・CG・監督：富岡聡。出演：草彅、香取（声）
- 「治療」監督・脚本：山内健司。出演：香取、飯田孝男、池田成志、中込佐知子、山岸拓生、伊東景衣子、藤枝真琴、松井涼子、山本圭
- 「good-bye, cruel world」監督・脚本：高田雅博。出演：草彅、市川実日子、桜沢エリカ、高原昌子、石橋あゆこ、平野綾、谷沢阿里沙、西村麻衣、城所希
- 「ROLLING BOMBER SPECIAL」監督・脚本：中島哲也。出演：香取、内山理名、ジャパンアクションクラブ

スマスマ裁判 今夜あなたを訴えます
2002年12月30日放送。SMAPのメンバーがそれぞれ原告人・被告人を務めて、お互いの罪や悪事を明かして更生させる。裁判長（MC）は小倉智昭。サブMCに菊間千乃（フジテレビアナウンサー）。
2003年12月15日放送。特別編としては珍しく全員が出演している。
メンバーの内2人が20分間ずつフリートークをする企画。中居&草彅から始まり、草彅&稲垣→稲垣&木村→木村&香取→香取&中居の順で対談トークを行った。演出はタカハタ秀太。
緊急ドキュメント マイケル・ジャクソンがSMAPに内緒でスマスマに来ちゃいましたスペシャル!
2006年6月5日放送。SMAP全員の憧れでもある世界的スーパースターのマイケル・ジャクソンがドッキリの形でゲスト出演した。番組スタッフによるマイケルのキャスティング風景などの完全ドキュメンタリーを番組前半に放送した後、マイケルは番組後半からの出演となり、SMAPとの初共演を果たした。マイケルの出演時間は約10分間（22:30頃 - 22:40頃）だった。この回がマイケルにとって世界で唯一のバラエティ番組出演だった。なおマイケルが2009年6月25日に死去したことにより、マイケルの日本のテレビ番組及びバラエティ番組への出演はこれが最初で最後である。またSMAPとマイケルの共演もこれが最初で最後となった。
番組収録は、同年5月31日の夜に行われた。
この回の平均視聴率は22.0%で、瞬間最高視聴率は25.9%（22:31）だった（ビデオリサーチ調べ、関東地区・世帯・リアルタイム）。
ドッキリ の内容は、当番組の音楽コーナー「S-Live」で披露予定だった「Dear WOMAN」のカップリング曲「buzzer beater」のリハーサル中に、SMAPには内緒でマイケルが登場するという内容だった。途中、マイケルを乗せた車が遅れるハプニングがあり、できるだけ時間を稼ぐ為に、後ろのスクリーンのLED照明が故障するという嘘ハプニングも発生させていた。マイケルが会場に到着すると、スタジオのサブ室に向かい、モニター前の席に座ってリハーサル中のSMAPを観察していた。その際、リハーサル中のSMAPが披露する「buzzer beater」に合わせて、マイケルが机を叩いてビートを刻んだり、指を動かしてピアノを弾く姿を見せていた。曲の終盤に差し掛かるとマイケルはドッキリのスタンバイをして、曲の最後のサビに入る寸前に曲がストップし、スタッフがマイケルに指すと登場のBGMとして「Beat It」がかかり、そこで初めてSMAPがマイケルに気がつく。マイケルが登場する前はSMAPも呆れ気味だったが、マイケルが登場するとSMAPは驚愕していた。木村は、最初は六本木のそっくりさん（まいける井上）ではないかと疑っていた。その後SMAPとマイケルが席に座り、中居の司会進行で、6人によるトークが展開された。しかし、中居が本来の司会を発揮できず、木村は、中居が今まで培ってきた司会のスキルがリセットされていることを述べた。トークの最中には、中居→草彅→稲垣→木村→香取の順番で自己紹介をしたり、稲垣が当番組で過去にやっていたマイケルのコントをマイケル本人の前で披露した。さらに、香取がマイケルのライブを観て自身がいつか東京ドームでライブすることを夢に頑張り、実際に東京ドームでSMAPのライブができ、夢が叶ったことをマイケル本人に明かしていた。トーク終了後には、マイケルが席を立ち、スクリーンのLEDに興味を持ち感銘していた。マイケルがはけていく際に退場のBGMとして「We Are The World」がかかっていた（2016年12月26日の再放送では「Heal the World」に差し替えられていた）。最後には、マイケルからSMAPへマイケル直筆のSMAPのそれぞれメンバーの名前のサイン入りの『Number Ones』のCDアルバムをそれぞれ5枚プレゼントし、逆にSMAPからマイケルへそれぞれ自分のサイン入りの「Dear WOMAN」のCDシングルをそれぞれ5枚プレゼントした。
なお、他の海外アーティストはゲスト出演した際、楽曲を披露しているが、マイケルは大人の事情により楽曲は披露せず、トークのみでのゲスト出演となった。
「BISTRO SMAP」は休止となり、このマイケル出演の特別編と安室奈美恵出演の「S-Live」の2本立てで放送された。
この出演時点では、マイケルの総売上枚数が推定2億枚と紹介されていたが、2014年時点で推定10億枚となっている。
2009年6月25日にマイケルが急逝したため、6月29日に「マイケル・ジャクソン追悼スペシャル」として再放送が行われた。
2012年3月25日には、『フジテレビ 人気番組名場面すべて見せます!! 第17回草彅剛の超がんばった大賞』のスペシャルコーナー「フジテレビ史に残る伝説の瞬間映像15連発」で、2回目となる再放送が行われた。
2016年12月26日（最終回）には、番組の総集編の一環として、3回目となる再放送が行われた。
「S-Live」で披露する予定だった「buzzer beater」は、別日に収録されて後日放送された。
総集編など過去のコーナーや企画を振り返る際、SMAPが選ぶ全てのゲストの中で最も印象に残っているゲストにマイケルを挙げている。
後日談として2016年5月17日放送の『中居正広のミになる図書館』（テレビ朝日系列）で、マイケルが番組に出演する条件が「楽屋にケンタッキーフライドチキンを大量に用意しておくこと」だったと中居が明かしていた。
ザ・ロードムービー2007 カンヌ 夏
2007年6月11日放送。木村・香取が出演。
それぞれ映画『HERO』及び『西遊記』の主演した2人がカンヌ映画祭を訪れ、各国からの取材を受けていた。そんな中、謎の美女から誘いをうけ二人はグルメや旅を満喫しつつ美女を探していくこととなる。
サタ☆スマ2009 一夜限りの大復活スペシャル!!
2009年5月18日放送。かつて中居・香取が司会を務めていた『サタ☆スマ』の復活版。『中居パパの赤ちゃん預かりますスペシャル』と『慎吾ママのこっそり朝御飯スペシャル』の2企画が行われ、どちらも芸能人の一家が依頼主であった（『中居パパSP』 → ノッチ（デンジャラス）一家、『慎吾ママSP』 →佐々木健介一家）
THE☆イチバン「スマミュージアム」
2009年5月25日放送。日本のあらゆるイチバンを紹介する企画。ミュージアムのオーナー役「稲垣”イチバン”吾郎」と、雇われ館長「香取“ニバン”慎吾」が進行。
その後通常放送の一コーナーに吸収された事に伴い（2009年7月20日放送分）、中居・木村・草彅もパネラーで参加した。
道徳×SMAP
2009年12月21日放送。クイズ形式で道徳を学ぶという内容。草彅・香取の2人が出演。ゲストはオードリー他。
緊急生放送 〜いま、僕たちに何ができるだろう〜
2011年3月21日放送。東日本大震災を受けて、文字通り「自分たちが復興に向けて何ができるか」を話し合った。この日に『笑っていいとも!』も放送を再開し、そこで香取が募集したFAXを読みながら番組を放送した。
最後には、SMAPから復興支援応援ソングとして「がんばりましょう」「どうか届きますように」の2曲を披露。
3月11日特別企画 今だから伝えたい「ありがとう」
2013年3月11日放送。東日本大震災から2年たって、SMAPのメンバーが被災地である岩手県釜石市の人々を尋ね、いろいろな人達のありがとうを聞いた。ナレーター：堀北真希。
前代未聞生放送ライブ! シングル50曲40分間ノンストップスペシャル
2013年9月9日放送。この日がデビューシングル「Can't Stop!! -LOVING-」の発売日であったことから、デビューシングルの「Can't Stop!! -LOVING-」から50thシングル「Joy!!」までをCMなしのノンストップメドレーで披露した。また、振りつけは当時のものを再現したものだった。また、ライブ前のカウントダウンでは、50thシングル「Joy!!」からデビューシングルの「Can't Stop!! -LOVING-」までの曲名とジャケットが表示される演出で行われた。
この回の平均視聴率は12.6%だった（ビデオリサーチ調べ、関東地区・世帯・リアルタイム）。
2014年7月26日・7月27日に放送されたSMAPが総合司会を務める『FNS27時間テレビ 武器はテレビ。SMAP×FNS 27時間テレビ』でも類似コーナーが行われたが、曲数ではこちらの方が多い。
2016年2月1日の放送ではノーカットで再放送が行われた。
27時間TV直前!全国飛び回って爆笑&強烈ドッキリSP!!
2014年7月21日放送。同月26日・27日に放送の『FNS27時間テレビ 武器はテレビ。SMAP×FNS 27時間テレビ』のFNS対抗企画「FNS27局プレゼンツ SMAPよりアイドルな!?ご当地SMAP選手権」への出場チームの集まりにSMAPメンバー1名がサプライズ訪問し、激励する企画の前編（後編は同月23日の『おじゃマップ』内で放送）の他に、メンバーが『27時間テレビ』に関してトークするコーナーを放送した。
緊急生放送 SMAP解散報道を語る

2016年1月18日放送。同年1月13日、SMAPの解散報道がされてから初の当番組放送のため、冒頭部分を急遽この特別企画に差し替え、生放送を行った。
この回の平均視聴率は31.2%で、瞬間最高視聴率は37.2%だった（ビデオリサーチ調べ、関東地区・世帯・リアルタイム）。
なお、この回では当初の予定では、「BISTRO SMAP」・「チャレンジ! コップのツヨ子」・「S-Live」の3本立てのラインナップだったが、急遽、「チャレンジ! コップのツヨ子」と「S-Live」を休止して次回に見送り、上記の生放送と「BISTRO SMAP」のみ放送した。
SMAP×SMAP Presents 境界線クイズ2016
2016年4月25日放送。『中居正広のボク生きII』（『サタスマ』内番組）のコーナー「境界線クイズ」の復活版。稲垣・草彅・香取が3人で初MCを務めた。
この回およびこのコーナーには中居・木村は出演していない。
2016年6月27日 21:00-22:48（JST）には、『SMAPバラエティ つよしんごろうの境界線クイズ2016スペシャル!!!』と題して、コーナーが独立して番組化したものを当番組枠（拡大版）で放送。

### 中居正広
中居くんの好きだから精一杯! 〜野球が結ぶ親子の絆〜
1997年4月14日放送。幼少期から野球が好きだった中居にスポットを当てた内容。以前、中居の生家があった神奈川県藤沢市に向かい、幼少期の思い出を語ったり、恩師であるコーチに12年ぶりに再会した。後日、中居は「事故により左手の指を三本失った少年が、特製のグローブを付けてプロ野球選手を目指している」という内容の新聞記事を見つける。中居はその少年の所属する少年野球チームの試合が行われる京都府綾部市に向かい、試合を観戦。その後、中居は少年たちと練習や試合を行なった。また、番組の途中には、中居が当時の野球キューバ代表のオマール・リナレスと手紙でやりとりする場面があった。ナレーター：西山喜久恵（フジテレビアナウンサー）。
中居正広のこれが愛なんだ!!
1998年12月14日放送。一般カップルが出場、彼氏がただ延々と地面に深い穴を掘り続ける事で、彼女への愛の深さを訴える内容。
Singles
2001年9月17日放送。中居が出演したドラマ『伝説の教師』にて共演した松本人志（ダウンタウン）と、誰もいない教会の中で結婚について対談する企画。稲垣が謹慎時の本編代替措置の企画であった。
1回限りの企画だったが、中居は翌年、日本テレビの特番『松本人志・中居正広VS日本テレビ』で再び松本と共演した。
中居正広presents THIS IS マイケル・ジャクソン〜マイケルからの最後の招待状
2009年11月23日放送。マイケル・ジャクソン追悼企画。中居がロサンゼルスで『マイケル・ジャクソン THIS IS IT』のワールドプレミアのリポート。日本のスタジオにはSMAP4人も出演し中居と衛星中継を行った。
その他
SMAPスペシャル うもれびと〜中居が新スター発掘するぞSP〜
2012年7月30日に当番組の枠で放送された中居MCの『うもれびと』の特別番組。

### 木村拓哉
木村拓哉・大西部をゆく
1997年3月17日放送。アメリカのアリゾナ州を旅し、ネイティブアメリカン文化に触れるドキュメンタリー。フォトアパッチ資料館を訪れ現地の人と交流をし人々が伝える知恵を教わる。儀式に参加して、精霊から「今はまだ小さな男だ。いつか必ず大きな男になれるだろう」という意味が込められている「Little Man（現地の言葉で“ドワッチ・ラッチ“）」という名前をもらっている。
神様ハ見テイタ 木村拓哉 正義の審判
1999年3月22日。木村が神父に扮して街に出て”いい人”を探し出し聖人として称えるバラエティドラマ。制作会社はジーワン。
木村拓哉・同学年
2000年7月10日・2002年9月16日・2009年5月11日放送。木村と同じ学年（1972年4月2日 - 1973年4月1日生）の有名人をはじめあらゆる職業の人間と1人ずつ向き合うコーナー。演出はタカハタ秀太。
第1回目は『木村拓哉・同学年 同じ歳の27歳100人インタビュー』と題し「木村拓哉が本音で語る48時間 タメ100人と一対一」との惹句で複数の人と対談した。2001年9月、稲垣謹慎時に再編集版「同学年リミックス」を放送した。
2002年9月16日に第二弾が放送された。第2弾から有名人とのトークが主となる。トーク相手：深津絵里、飯島愛、木村拓也（広島カープ）、品川祐（品川庄司）、篠原信一、KEIKO、石井正則、沢松奈生子、りょう、下駄職人、調理師、酪農家。
2009年4月27日に「超お宝プレミアム映像スペシャル」の中で深津絵里、りょう、木村拓也、品川祐との対談を再放送している。
2002年10月31日『とんねるずのみなさんのおかげでした』の中で、この企画のパロディ版を石橋貴明メインで行っている。
2009年5月11日に同じ子年の人物「同学年±12」にまで対談相手の幅を広げた第3弾「木村拓哉の同学年2009」を草彅謹慎時の本編代替措置の企画として放送。トーク相手：泉谷しげる、稲葉篤紀、えなりかずき、川口一晃、鈴木亜久里、鈴木おさむ、高橋陽一、はるな愛、ベッキー、WBC。
SMAP×SMAP PRESENTS 木村拓哉先輩、ついて来てもらってもいいですか?
2016年7月25日放送。木村とドラマの共演等で親交のある濱田岳や桐谷健太が、やってみたいことを木村とともに行う企画。濱田はフライボードに、桐谷はキャンプにそれぞれ誘った。
スペシャル
SMAP×SMAPスペシャル さんタク ブルーインパルス完全版
2010年6月21日放送。『さんタク』の特別編（2010年1月3日の正月特番に未公開映像を追加した再編集版）で明石家さんまと木村が出演。

### 稲垣吾郎
稲垣吾郎 出張ビストロ in イタリア
1998年3月16日放送。イタリアのシチリアでパスタ修行しパーティのメニューを開発し料理を振る舞う。ナレーター：渡辺謙。
稲垣吾郎 ソムリエになる!
1998年9月21日放送。10月放送開始のドラマ『ソムリエ』の出演を前にフランスのボルドーでワインの知識を身に着ける。レストランでソムリエの勉強をしシャトー巡りなども行う。ナレーター：細川俊之。
稲垣吾郎のじゃんけんは世界を救う
1999年7月19日放送。揉め事を抱えている一般人2人が登場して、じゃんけんでその揉め事の決着をつける。
稲垣吾郎のボディラビング
2000年3月20日放送。稲垣がインク・ラビング・アーティスト（人間拓アーティスト）になりきりイマジネーションを膨らませ、いろんな芸能人にインクで彩っていく。肉体の美を追求したバラエティドラマ。他出演者：アーティスト役 - パンチUFO、黒坂真美。モデル - 中山エミリ、高木ブー、輪島功一、具志堅用高、薬師寺保栄、宮尾すすむ、坂下千里子。製作会社はジーワン。
稲垣芸術★不動産
2001年7月2日放送。稲垣が不動産会社三代目になりきり、客の夢を叶える理想の物件を紹介していくバラエティドラマ。他出演者：従業員 - リリー・フランキー（執事）、麻木久仁子（店員）。客 - 藤井隆、相田翔子、桜井幸子、高橋克実、久本雅美。
小さな恋のメロディ
2003年1月6日放送。稲垣がお笑い芸人村上知子（森三中）と一泊二日でデートを行い、稲垣が村上に好意を持つか実験を実施するバラエティドラマ。その数年後、二人はドラマ『ブスの瞳に恋してる』で共演し夫婦になる役を演じることとなる。
2006年6月12日にドラマ番宣も兼ね「小さな恋のメロディ リターンズ 〜ブスに恋する5秒前〜」として再編集版が放送された。
TRUE LAUGH〜ホントにあった笑の話
2004年11月1日放送。公開されたばかりの稲垣出演映画『笑の大学』にちなみ、稲垣がホストとなり「笑」に関わる複数のゲストと１対１でトークしていく。ゲストはお笑い芸人から裏方まで多岐に渡る。演出はタカハタ秀太。タイトルは『ほんとにあった怖い話』のパロディ。
SMAP×SMAP PRESENTS 「やっぱり猫が好きすぎて…」〜芸能人ねこ自慢グランプリ〜
2016年5月23日放送。MCは稲垣と田中裕二（爆笑問題）。猫好きの芸能人が撮影した愛猫とのプライベートVTRを視聴し、可愛いと思ったら「ニャーボタン」と呼ばれるボタンを押す。最終的にボタンを押した回数の最も多かった猫が「芸能界 キング・オブ・キャット」に選ばれる。

### 草彅剛
草彅剛 パパになる!
1998年7月20日放送。草彅が子供二人と2泊3日の共同生活をするドキュメンタリー。演出：李闘士男。鈴木おさむによれば、この番組がきっかけで慎吾ママが生まれたという。
後に2001年9月に稲垣謹慎による代替企画で「草彅剛 おもいでの夏」として再編集版が放送された。
草彅剛 初めての旅 〜見知らぬ人とナゼカ京都へ〜
1999年9月20日放送。初対面の写真家・西川治と京都を旅をすることになる。共通の趣味である将棋をしたり写真を撮り合いつつ距離を縮めて打ち解けていった。
草彅剛のかかってこい。
2000年9月18日放送。制作会社はケイマックス。
- 世の女性達が抱える男性に対する苦情 7000人VS剛
- 「男って何で浮気をするの?」出演：安藤和津、光浦靖子、内田春菊、山咲千里
- 「男って何で逃げるの?」出演：YOU、家田荘子、山咲千里
- 「男って何で自己中心的なの?」出演：嘉門洋子
- 「男って何で女任せなの?」出演：三原じゅん子、嘉門洋子、家田荘子
- 「男って何で彼女になると態度が変わるの?」出演：梶原真弓、光浦靖子、安藤和津、YOU
- 「男って何でブサイクには冷たいの?」出演：光浦靖子
- 「男って何で優香に癒されたいの?」出演：YOU
- 「男って何でHビデオが好きなのか?」出演：有坂来瞳

チョナン・カンスペシャル サランヘヨ 愛の劇場&愛の唄
2002年4月29日放送。番組『チョナン・カン』派生のテレビドラマ。詳細は「チョナン・カン#派生作品」へ。
僕とあなたの生きる道〜ONE DAY
草彅の主演ドラマ『僕の生きる道』終了後の2003年7月7日に放送。草彅が演じた主人公・中村秀雄が亡くなってからの1日を、中村秀雄が生きた日々の回想を交えて、ドラマに出演した矢田亜希子と出演者がお互いに「死」をどう考えるか、どう生きるかを問いかける構成。
ザ・トゥルーショー チョナン・カン初告白!韓国語の秘密&ビーナス
2004年3月8日放送。『チョナン・カン』の初期に話していた韓国語には台本があったことを暴露。その他、自身の韓国語学習を振り返った。映画『ホテルビーナス』の告知も行われた。
サワディー!僕が旅で見つけた宝物 〜草彅剛がタイで出会った19人の子供たち〜
2005年3月28日放送。タイのチェンマイにある孤児施設を訪問。チェンマイの過酷な現実に絶句しつつも子供たちと交流を深めより良い未来を模索する。
いま、いじめてる君へ…
2007年1月8日放送。草彅とヤンキー先生こと義家弘介をメインに据え、小・中学生の「生」の声とスタジオに出演している小学生らに行ったアンケート結果から、いま学校で起こっているいじめの問題を提起した。ゲストとして森本稀哲（日本ハムファイターズ）、佐藤江梨子、ソニン、さかなクンが出演。それぞれ自身の体験を語ったが、さかなクンだけは魚の世界にもあるいじめについての知識を披露しスタジオに笑いを誘った。
義家がパーソナリティを務めるラジオ番組『ヤンキー先生!義家弘介の夢は逃げていかない』（ニッポン放送）をきっかけに母親の協力を得ていじめを克服した中学生が電話参加し一つの方向性を提示。草彅が最後に32歳の青年として「いじめている十代の若い人へ」精一杯のメッセージを発信し番組を締めた。
同年7月29日、『FNS27時間テレビ みんな なまか だっ!』内で香取を総合司会に加えた続編「学校の中でもみんな”なまか”だっ!SP」が放送され、美輪明宏がいじめ問題について熱弁した（なお『27時間テレビ』のほとんどの企画は生放送で行われるがこの企画は事前収録）。
ザッツ・ジャパニーズ・エンターテインメント「甦る日本映画黄金期」
2008年5月5日放送。1950年代の3人の映画監督（溝口健二、小津安二郎、黒沢明）を新聞社に勤めるその時代の女性記者の目を通して紹介する。ドラマの間に映画の一部やインタビューなどが入るドキュメンタリードラマ。草彅は案内役を務め、ドラマ本編の主演は広末涼子。エンディングでは5月24日公開の草彅主演映画『山のあなた〜徳市の恋〜』とその元となった『按摩と女（1938年）』についても紹介があった。他キャスト：野村佑香、向井理、結城志保、齋藤隆成。浅野和之、マギー、津田寛治、笹野高史。ナレーター：麻生美代子（主人公の老年期の声）、松本大。監督：杉本達。脚本：山名宏和、杉本達。構成：平岡秀章、ディレクター：井長英嗣。助監督：村上秀晃、川口浩史。監修：山内静夫、大谷巌。
SMAP×SMAP PRESENTS 草彅剛のイケメン登山部
2016年9月12日放送。「S-1グランプリ」罰ゲームで三度の登山経験を持つ草彅が「イケメン登山部」の部長となり、部員である若手俳優（山本裕典、竜星涼、竹内涼真）と共に八ヶ岳の登頂に挑戦する。また、顧問として野口健が出演。

### 香取慎吾
香取慎吾ガンバります!〜夢のキャンバス鉄道〜
1997年9月22日放送。津軽鉄道の列車に、地元の子供たちを協力して絵をかくという企画。夜露でペンキが流れてしまうといったハプニングもあったが無事に完成した。その後1998年発売の書籍『しんごのいたずら』の取材で香取はこの列車に再会した。列車は2000年に引退した。2017年、『おじゃMAP!!』宛てに「キャンバス列車を直してほしい」との手紙が届き、手伝ってくれた9人の小学生（1997年当時）と再会し一緒に修理を行っている。
香取慎吾 2000年1月31日
1999年12月13日放送。香取が女子高生を人質に山荘に立て籠もったという“事件”を「緊急報道番組」という形で放送したフェイクドキュメンタリードラマ。マスコミ報道などの問題点などをテーマとした内容となっており、「突入して射殺すべき」「見守るべき」を視聴者に選んでもらう形式で、VTRも２つ用意していた。何度も「これはフィクションです」とテロップを出したが真に受け「香取がこんなことするわけない」とのクレームが届いたとのこと。最後には「時に誤解があったとしても人と人とは、解りあえる。僕はそう信じている」という香取のセリフで締められた。
監督はのちに同じくフェイクドキュメンタリー番組『放送禁止』を担当した長江俊和。他出演者：勝恵子、テリー伊藤、前田忠明。
JAPY TV
2004年8月30日放送。Mr．カトリのMCにて全編英語で進むバラエティ番組。8月28日公開の『NIN×NIN 忍者ハットリくん THE MOVIE』の宣伝も兼ね、予告と香取演じるハットリくんも登場している。演出はタカハタ秀太。

## 主な特別企画・特別番組

### S-1 GRAND PRIX
1998年8月3日から、不定期で生放送スペシャル内で実施。
数個のゲーム（「BISTRO SMAP」含む）を行い、合計得点の下位2名（ペケ1・ペケ2）が、後日に過酷なお仕事ロケ（罰ゲーム）へ行く羽目に。
お仕事ロケの内容は、富士山登山に始まり、フルマラソン、トライアスロン、アメリカのTV局で前説等多種多様。
2001年8月13日放送の「夏祭りグランプリ」では、中居・稲垣が罰ゲーム（コンサート終了後にスタッフに手作りおにぎりを）となったものの、直後の稲垣謹慎によって罰ゲームとしては行われず、感謝の意を込めて全員でおにぎりを作るという形で決着。
2003年1月13日放送の「S-1 GRAND PRIX」では、「BISTRO SMAP」に時間を取りすぎたせいで進行がグダグダになり、ペケ2が2人になりクラッカーで決着するがスタッフが渡したクラッカーが二つとも鳴らない、改めてクラッカーを渡すも引っ張る直前に歌のVTRが始まってしまうなどトラブルが多々あり視聴者から抗議が殺到（番組では988件と紹介された）。翌週（1月20日）は急遽、放送予定だったレギュラー放送を後回しにし、時間の都合で行えなかったコーナーをやって完全決着を着ける延長戦を生放送で実施した。なお、急遽の生放送であったため、番宣スポットCMではSMAPメンバーに、「新聞のテレビ欄を見て（生放送だと分かったら放送時間までにフジテレビに来て）下さい」と告知するかなり異例の物となっていた（この事前予告は同年1月18日放送の『スマ夫』や当日放送の『めざましテレビ』でも告知された）。
2005年以前はペケ2が2人以上いた場合は「クラッカー（鳴ったものを引いたメンバーが罰ゲーム決定）」となっていたが、2008年の回ではペケ2が2人以上いた場合は「クラッカー」から「○と×の札決め（×なら罰ゲーム決定）」で決定する形となった。しかし2人のスケジュールの関係上、実施したのは放送から1年半以上であった。
| 放送日                 | タイトル                        | 罰ゲーム                                             | 敗者           | 罰ゲーム 本編放送日 |
| ---------------------- | ------------------------------- | ---------------------------------------------------- | -------------- | ------------------- |
| 1998年8月3日           | 真夏のS-1生グランプリ           | 富士山頂上からタイトルコール                         | 中居 / 草彅    | 1998年10月5日       |
| 1999年1月11日          | 新春S-1生グランプリ             | ビストロ用の氷としてオホーツク海から流氷を取ってくる | 稲垣 / 香取    | 1999年4月5日        |
| 1999年8月2日           | 真夏のS-1生グランプリ           | 富士山頂上からタイトルコール2                        | 木村 / 草彅    | 1999年10月4日       |
| 2000年1月3日           | 新春S-1超特大生グランプリ       | 沖縄でフルマラソン（伊平屋島）                       | 中居 / 稲垣    | 2000年4月3日        |
| 2000年7月24日          | 真夏の玉様スペシャル            | 27時間半海のゴミ拾い（日本一周）                     | 草彅 / 香取    | 2000年10月2日       |
| 2001年1月8日           | 新春S-1生グランプリ             | 南の島でフルマラソン（ロタ島）                       | 中居 / 香取    | 2001年5月7日        |
| 2001年8月13日          | 夏祭りグランプリ                | コンサート終了後にスタッフに手作りおにぎりを作る     | 中居 / 稲垣    | 2001年10月8日       |
| 2002年4月15日          | 春ランラン超特大S-1生グランプリ | アメリカのテレビ局で前説                             | 稲垣 / 香取    | 2002年12月9日       |
| 2003年1月13日・1月20日 | オールスターS-1生グランプリ     | 小槍の上でアルペン踊り                               | 稲垣 / 草彅    | 2003年9月22日       |
| 2005年7月18日          | 海の日だぜ!生SP!!               | トライアスロン（グアム）                             | 木村 / 草彅    | 2005年12月5日       |
| 2008年1月14日          | （生）弾丸ファイトSP!!          | 中国で友情の2人3脚マラソン（万里の長城）             | 香取 / 草彅    | 2009年8月17日       |
| 2012年10月22日         | 2012 秋の（生）スペシャル       | 深夜のセブン-イレブンでアルバイト                    | 武井壮（後述） |                     |

- 2000年夏は、通常とは異なり「玉様ビリヤード」を行った。
- 2005年SPから「BISTRO SMAP」はS-1の種目から外され、2種目のゲームで決めるようになった。
- 2012年秋SPは、タイムレスドッヂボール（5分以内に、外野から内野を逃げる武井壮にボールをぶつける事ができなかったメンバー全員が、生放送終了直後からお仕事ロケ）を行ったが、全員クリアした為、武井がお仕事ロケに向かった。

### LOVE AWARD
年に1回放送される。1年間のNGや未公開映像を放送して、「スマスマを愛しているメンバー」「スマスマを愛していないメンバー」を決める。大体「スマスマを愛していないメンバー」に決められたメンバーは、スマスマの生放送（特番）の告知を『めざましテレビ』などでやらされる（2005年度からは中居を含めたメンバー全員が罰ゲームを考え、「BEST LOVE AWARD」に選ばれたメンバーの考えた罰ゲームを「WORST LOVE AWARD」に選ばれたメンバーが実行するといった態勢をとっている）上記の方法によって生まれたコントが、中居正広が主演・香取慎吾が監督のテロテアリーナである。2001年、2006年、2009年以降は放送されていない。
| 放送日                 | 司会     | BEST LOVE AWARD | WORST LOVE AWARD | 罰ゲーム                           |
| ---------------------- | -------- | --------------- | ---------------- | ---------------------------------- |
| 1998年10月12日         | 森本毅郎 | -               | 中居             | 頭から巨大水風船                   |
| 1999年10月11日         | 森本毅郎 | -               | 稲垣             | 足つぼマッサージ                   |
| 2000年10月23日         | 草野仁   | -               | 香取             | 激辛湘爆ラーメン                   |
| 2002年3月4日・3月11日  | 草野仁   | -               | 中居             | SPを放送当日、早朝から生番組で宣伝 |
| 2003年3月10日・3月17日 | 児玉清   | 草彅            | 稲垣吾郎         | SPを放送当日、早朝から生番組で宣伝 |
| 2004年4月26日・5月3日  | 三宅裕司 | 香取            | 中居             | SPを放送当日、早朝から生番組で宣伝 |
| 2005年7月4日・7月11日  | 中居     | 香取            | 中居             | テロテアリーナ                     |
| 2007年4月2日           | 中居     | 稲垣            | 草彅             | 殿リーマンになってお買い物         |
| 2008年8月4日           | 中居     | 香取            | 草彅             | 一人スマスマ「クサップ×クサップ」  |

### 本当にあった恋の話
SMAPと豪華女優陣によるミニドラマ集。
文字通り、視聴者から「本当にあった衝撃的な恋の話」を投稿してもらい、それをSMAPと人気女優によってドラマ化、その衝撃度をスタジオにいる審査員10人（中居以外のメンバー4人とゲスト審査員6人）が一人10点の100点満点で採点する。基本的に女優陣は宣伝が絡んでいる。このコーナーは2時間SP・15分拡大SP・通常の放送回で前後篇の2週に分けるなど、時間が拡大されて放送される。特番自体のタイトルには「恋の話」がつかないこともある。
上記「スマスマドラマ」とは異なり、ドラマ内に笑いの要素は一切含まず、ドラマの中のキャラクターの起こす常識を外れた行動や言動で笑いを取る形になっている。また、中にはスタジオから悲鳴が上がる程の恐怖の恋話もある。
タイトルは稲垣が2004年から出演している『ほんとにあった怖い話』のパロディ。

### 芸能界○○王決定戦
ONE PIECE王決定戦
木村と『ONE PIECE』好きの芸能人が集まり、クイズ大会を繰り広げる。優勝者には尾田栄一郎が書き下ろした「麦わら海賊団のグラフィックの中心に自分が入る」特典が与えられる（番組ホームページに載せられる）。また『ONE PIECE』を読んだことも見たこともない草彅と稲垣が、「見届け人」として雛壇から観覧している。初代王者は木村。
第2弾では王者木村の席には特注のゴール・D・ロジャーを模したヒゲが設置されたが、裏には「フジテレビ 美術 オマケ」と書かれている安物だった。
ジャッキー・チェン王決定戦
ジャッキー・チェン好きの芸能人が集まり彼の映画に纏わるクイズ大会を繰り広げる。優勝者には直筆のジャッキーのサイン色紙。参加者は香取・大橋卓弥（スキマスイッチ）・中川家礼二（中川家）・河本準一（次長課長）・中川翔子。「ジャッキーの映画を見たことがない人」の木村と稲垣が雛段から観覧した。また、木村はジャッキーの手形を本人からもらっており、スタジオの誰よりも珍しいアイテムを持っていた。
レディー・ガガ王決定戦
レディー・ガガファンの芸能人が集まり彼女の曲のイントロやエピソードでクイズ大会を行った。それぞれがガガを意識したファッションで出演した。出演者は木村・稲垣・香取・IMALU・テリー伊藤・VERBAL。優勝者はIMALU。

### 親友フィーリングカップル5VS5
2014年10月6日回初放送。SMAPと男性俳優ゲスト5人がそれぞれアピールしあって親友カップルを成立させる企画。セットや構造は「パンチDEデート」のパロディ。
以前行われていた女性ゲスト対象の「フィーリング5」を発展させたような企画となっている。初回は「ビストロSMAP」内で行われたが好評だったためスペシャルで行われるようになった。カップルが成立してもプリクラを撮る程度だったが、実際に草彅と成立相手の友達デートが行われ、2016年1月11日放送回ではカップル成立自体はガチャガチャですませた「親友フィーリングデート5VS5」のみの企画が行われた。

### スター大運動会
2015年3月30日放送。当番組史上初の総勢74名の芸能人による大運動会を開催。SMAPが5人それぞれ5つのチームに分かれ、優勝を目指して5つの種目で競った。
それぞれのチームのキャプテンは、SMAPのメンバーが務めた。
種目は、「SMAP50m走」「スマスマ綱引き」「人間大玉ころがし」「ダンシング玉入れ」「選抜リレー」。
進行は三宅正治、西山喜久恵（両者フジテレビアナウンサー）が、審判長は小倉智昭 が、アシスタント（マイクフォロー）は中村光宏、松村未央（両者フジテレビアナウンサー）が担当。
優勝：TEAM INAGAKI、準優勝：TEAM KUSANAGI、3位：TEAM KIMURA、4位：TEAM KATORI、5位：TEAM NAKAI
なお、同日は21:00 - 23:18の拡大版で、シャーロット・ケイト・フォックスがゲスト出演（2日前に終了した朝ドラ「マッサン」のヒロイン）した「BISTRO SMAP」も放送された。
この回の平均視聴率は15.9%だった（ビデオリサーチ調べ、関東地区・世帯・リアルタイム）。

### その他
クサップ×クサップSP
2008年11月10日放送。8月4日の「LOVE AWARD」で最下位となった草彅の罰ゲーム企画。一人スマスマ。プロデューサーはアワード勝者だった香取。
番組OPから、ロート製薬テーマソングが草彅を連呼した替え歌へと変えられており、歌やビストロスマップも草彅一人で対応した。他のメンバーはそのVTRを見ながら感想を言い合っていた。
THE BUDDY
2011年5月30日放送のスペシャルドラマ。2010年11月22日の「BISTRO SMAP」でゲストの向井理が出演した際に、SMAPと刑事ドラマで共演するならというテーマで向井が配役を考え、それが実際に実現した。配役は新米刑事で主演の向井、先輩刑事（相棒）は木村、ライバル刑事は中居、上司は稲垣、犯人は草彅、被害者は香取であるがなぜか香取はゲスト扱いとなっていた。
SMAP AIDランキング公開
2011年8月8日放送。8月17日にリリースされるベストアルバム『SMAP AID』に収録される楽曲をランキング形式で発表。今までのコンサートやスマスマ、『夢がMORI MORI』での貴重映像とともに発表された。ナレーター：赤坂泰彦。ランキング結果は『SMAP AID』を参照。
連続ドラマ『Mistake!』
2013年3月4日・18日・4月8日放送。2月に発売されたSMAPの新曲「Mistake!」をモチーフにしたドラマ作品。
SMAPはじめての5人旅スペシャル!!
2013年4月8日放送。SMAP結成25周年を記念して企画されたもの。「行き先、宿泊先は自由。ただし撮影許可を取ること」のルールの下、大阪からレンタカーで移動し、5人自ら宿泊予約や撮影許可を取りつつ、ユニバーサル・スタジオ・ジャパンやイトーヨーカドー、セブン-イレブンやお好み焼き店などに寄った。宿泊した旅館では、露天風呂につかったり、ゲーム、カラオケなどを楽しんだりした。また、カラオケでは中居が選曲した自分らの楽曲を次々と歌唱する中、「BEST FRIEND」を歌っている最中に中居が感極まって号泣し（草彅ももらい泣き）、香取にイジられる場面もあった。翌週15日には未公開も収めた完全版が放送された。
なお、同日は20:50 - 23:13の拡大版で、浜崎あゆみがゲスト出演（この年歌手デビュー15周年）した「BISTRO SMAP」や連続ドラマ「Mistake!」最終回も放送された。
この回の平均視聴率は関東地区で20.0%、関西地区で24.8%、瞬間最高視聴率は24.3%だった（ビデオリサーチ調べ、関東地区・世帯・リアルタイム）。
SMAPシングル50枚!一気に見せます!しゃべります!SP
2013年6月3日 - 17日の3週連続で放送。同年6月5日に発売されたSMAPの50枚目のシングル「Joy!!」のリリースを記念して企画されたもの。リリース順ではなく、50音順に全シングルを懐かしの映像で振り返るというものになっている（なお、両A面があるため実際は53曲）。
SMAP×SMAP MEMORIES FILE
2016年10月3日初放送。過去に放送されたコント作品を、SMAPの曲を流しながら共に振り返る総集編コーナー。主に、コントのダイジェスト版を当番組で披露されたSMAPのパフォーマンスを挟みながら一挙に振り返るため、コントと音楽の融合コーナーでもある。1回目の同日の放送では、1996年から1997年までの2年間分が放送された。2回目は同年10月31日に、1998年から1999年までの2年間分を放送された。3回目は同年11月7日に、2000年の1年間分を放送された。4回目は同年11月28日に、2001年から2002年の2年間分を放送された。5回目は同年12月5日に、2003年から2004年までの2年間分を放送された。6回目は同年12月12日に、2005年までの1年間分を放送。

### 最終回
2016年12月26日の18:30 - 23:18に番組史上最長となる288分の拡大版として放送され、20年9か月（249か月）・全920回の歴史に幕が下ろされた。
最終回の内容は、初回放送から現在に至るまでの番組の歴史を総集編として一挙放送し、SMAPのグループ活動28年間の歴史も紹介された。総集編では、「SMAP×SMAP MEMORIES FILE Final」と題して、主に1996年から2016年の各年度毎に「BISTRO SMAP」や「S-Live」を中心に各ゲストの出演シーンやコント・ゲームコーナーなどを各年のSMAPの曲をBGMにダイジェストで振り返った。基本はダイジェストだが、下記の10個の特別編は長めに放送された。
- 森且行 ファイナルステージ（1996年）
- SMAP×SMAP! '97→'98 カウントダウンスペシャル!（1997年）
- Let It Be プロモゲリラ（1999年）
- 稲垣吾郎 復帰LIVE（2002年）
- スマスマ裁判（2002年）
- SMAP×マイケル・ジャクソン（2006年）
- 草彅剛 復帰LIVE（2009年）
- いま、僕たちに何ができるだろう（2011年）
- SMAP はじめての5人旅（2013年）
- FNS27時間テレビ 27曲45分3秒ノンストップメドレー（2014年）

また、この最終回SPでメンバー5人の生出演はなかったものの、一部で西山喜久恵（フジテレビアナウンサー）の進行による生放送パートがあり、視聴者からのFAXを募集、番組内で随時紹介した。
メンバーからのラストメッセージは直接口頭では無かったが、22:50頃のCM明けに 『スマスマ20年、そしてグループ活動28年、みなさまの気持ちに、深く感謝いたします。ありがとうございました。SMAP』と画面にメッセージが表示された。メッセージが表示された直後から「SMAP 28年の奇跡」と題して、グループ結成から今に至るまでのSMAPの28年間の歴史が、「Triangle」「BEST FRIEND」のオルゴールバージョンに乗せてスライドショーされた。
番組終盤では、「SMAP 28年の奇跡」のラスト・『FNS27時間テレビ』での集合写真が映された後、色鮮やかな花が敷き詰められた立体番組ロゴをバックに、唯一の新たに収録した場面である5人揃っての「SMAPラストステージ」となった「世界に一つだけの花」の歌唱が放送された。歌唱が終わるとメンバー全員で約90秒間深々とお辞儀をし、「世界に一つだけの花」のオルゴールバージョンと共に白い幕が下され、幕が閉まると番組のロゴとメンバーカラーである五色の花が飾られたマグカップが映された。そのあとスタッフからの鳴り止まぬ拍手とお辞儀をした後のメンバーの姿が映し出され、そのままスタッフロールへと移った。
エンディングのスタッフロールではデビュー曲「Can't Stop!! -LOVING-」をBGMに、メンバーがスタッフ1人ずつと記念撮影をしている映像が放映された。その後、生放送パートのスタジオ内に貼られた視聴者からのFAXをバックに画面下部に「たくさんの「ありがとう」をありがとうございました。」というテロップを表示した。そして、通常通り東日本大震災・熊本地震災害義援金の告知を放送した後、最後は番組開始当初のオープニングタイトルCGを放送して番組は終了し、約20年9か月の放送の歴史に終止符を打った。
なおクロスネット局の関係上同時ネットされなかった局のうち、テレビ大分では翌日未明1:00 - 早朝5:48（当日深夜）に時差ネット（330分遅れ）で放送された。テレビ宮崎では、SMAPの解散日である31日の12:00 - 16:50に放送された。さらに番組末期まで系列外遅れネットしていた日本テレビ系列局青森放送でも31日未明・早朝0:59 - 5:47（30日深夜）に放送された。

#### 番組終了に伴う芸能界からの反応
番組の放送中や放送後には、SMAPと縁が深い芸能人や番組にゲスト出演したことがある芸能人などがTwitterやブログなどでSMAPの解散と番組の終了を惜しむ声が挙がっており、芸能界からの悲痛の声も多かった。

#### ソフトバンクのスペシャルCM
番組後半には、かつてSMAPがCMに出演していたソフトバンクによる1分間のスペシャルCMが放映された。内容は、「オリジナル スマイル」をBGMに、過去にSMAPが出演していたCM映像の本編やメイキング映像をダイジェスト形式にて編集し、途中には「あんなことや」「こんなこと」「いろいろしていただきました」「今まで」「本当に」「ありがとう。」とメッセージが挿入され、最後にソフトバンクのCMキャラクターであるお父さん（白戸次郎）（カイくん、声・北大路欣也）がしんみりとした表情で「さよならじゃ、ないよな?」と語りかけてCMを締めた（その際、SMAPが出演した際のキャッチコピーである『SMAP→Softbank』のSMAPとSoftbankを逆転させた『Softbank→SMAP』のテロップも表示された）。同社の広報室によると、契約は昨年で終了していることから、今回は所属事務所、テレビ局と一日限定の契約を結び、放送が実現した。このため今後、今回のCMが再放送ならびに公式サイト等での公開はされることはないという。
なお、終了から7年後の2023年にはお父さんの言葉通り、中居が同社のCMに復帰（「チチンペイペイ」シリーズ、劇団ひとりとの共演）。このCMではお父さんが「待ってました!」と特別CMを思わせる台詞を発している。

#### 視聴率
第1部（18:30 - 19:00）は14.1%、第2部（19:00 - 22:00）は17.4%、第3部（22:00 - 23:18）は23.1%で有終の美を飾った（ビデオリサーチ調べ、関東地区・世帯・リアルタイム）。また、瞬間最高視聴率は23:07のSMAPがメンバー5人でラストの歌唱となった「世界に一つだけの花」を歌い終えて、5人がお辞儀をし中居が背を向けて両手で何度も涙を拭う姿が映し出されたシーンの27.4%（ビデオリサーチ調べ、関東地区・世帯・リアルタイム）だった。ちなみに地方でも軒並み高視聴率を記録し、関西地区で第1部が16.9%、第2部が20.6%、第3部は24.1%を記録し、瞬間最高視聴率は関東と同じ時間に27.5%を記録している。

#### 番組終了後
当番組最終回放送後の2017年1月7日に放送された『めちゃ2イケてるッ! 勝ち負けだけじゃねえ 新春大仰天スペシャル』に中居が出演し、同番組ゲストのゆずとのトークの際、めちゃイケメンバーの矢部浩之（ナインティナイン）から「スマスマの最終回とか、感動的やったもん」と労われると、中居は「あの日、今まで一番繊細に何回も（音程を）当てにいったんだけど、ひとつも当たんなかった」と冗談交じりに語った。なお『めちゃイケSP』の収録は最終回放送からわずか2日後の12月28日に行われた。
2020年9月19日、番組のコントレギュラーであった俳優の斎藤洋介が死去。香取・草彅・稲垣から追悼のコメントが寄せられた。

## 視聴率
視聴率は断りのない限り、ビデオリサーチ調べ、関東地区・世帯・リアルタイム。
初回（1996年4月15日）から最終回（2016年12月26日）までの全920回において、歴代トップは34.2%（2002年1月14日、平成バラエティ番組史上3位）、歴代ワーストは6.4%（2016年11月14日）、全回の平均視聴率は18.2%となった。
以下、歴代視聴率TOP20を記載。放送開始以来、1990年代・2000年代・2010年代のそれぞれの各年代で、高視聴率を獲得している。放送日の太字はその年のフジテレビの最高視聴率。
| 順位 | 放送日         | 視聴率 | サブタイトル・内容 |
| ---- | -------------- | ------ | --- |
| 1    | 2002年1月14日  | 34.2%  | 『SMAP×SMAP '02 緊急生放送!今夜5人そろってスマップが出演します。』 - ビデオリサーチ「芸能・バラエティ」部門の史上高視聴率番組・第7位を記録。 - 瞬間最高視聴率は39.0%（22:55）。 - 稲垣吾郎が約7ヶ月ぶりに番組に復帰した回。 |
| 2    | 1999年7月12日  | 33.5%  | - 「BISTRO SMAP」に宇多田ヒカルがゲスト出演。1990年代並びに通常放送としての番組最高視聴率の回。 |
| 3    | 2002年1月21日  | 31.7%  | 『SMAP×SMAP '02 BISTRO SMAP 訳あってボツになったSP』 - 稲垣の事件に伴いその間放送できなかった「BISTRO SMAP」を2本立てで放送。 |
| 4    | 2016年1月18日  | 31.2%  | 『SMAP×SMAP 緊急生放送 SMAP解散報道を語る』（22:15 - 23:09） - グループに関する騒動がスポーツ新聞等で連日報道されたことに伴い、急遽放送内容を一部変更し、番組冒頭メンバー全員が生放送にて騒動に関して謝罪した。 - その後は事前収録した「BISTRO SMAP」を放送。なお、「BISTRO SMAP」以外の当初放送予定だった別コーナーや「S-Live」はこの日は放送取り止めになり、先送りとなった。 - 瞬間最高視聴率は37.2%。当番組で平均視聴率30%超えは上記第3位の2002年1月21日放送分の31.7%以来の14年ぶりである。 - 2016年はフジテレビ全体の視聴率が低迷していたが、この回は紅白歌合戦に次ぐ年間視聴率3位にランクインした。        |
| 5    | 2000年11月27日 | 30.0%  | - 放送前日に木村拓哉の結婚報道が伝えられたが、放送の中でこの件に触れられることはなかった。 |
| 6    | 2001年3月19日  | 29.6%  | 「BISTRO SMAP 総集編」 - オーナーである中居正広が料理に挑戦し普段料理をしている木村拓哉、稲垣吾郎、草彅剛、香取慎吾をお客様としてもてなした。 |
| 7    | 1996年5月27日  | 29.5%  | この回で森が卒業。引退前の最後のテレビ出演となった。 |
| 8    | 1997年9月15日  | 29.4%  | 『SMAP×SMAP 秋まで待てない15分拡大スペシャル』（22:00 - 23:09） |
| 9    | 2001年2月12日  | 29.0%  | |
| 10   | 2001年2月19日  | 28.1%  | |
| 11   | 2001年1月8日   | 28.0%  | 『SMAP×SMAP'01新春S1生グランプリ』 |
| 12   | 2000年12月11日 | 28.0%  | |
| 13   | 2001年1月22日  | 27.7%  | |
| 14   | 2000年12月18日 | 27.4%  | 『SMAP×SMAP'00 20世紀のスマスマ初回からドーンと見せます Best30スペシャル』 |
| 15   | 2000年12月25日 | 27.2%  | |
| 16   | 2001年2月5日   | 27.1%  | |
| 17   | 1997年12月31日 | 27.0%  | 『SMAP×SMAP! '97→'98 カウントダウンスペシャル!』（第1部 19:00- 20:00、第2部 23:45 - 翌0:45） - 第1部は1997年に放送された番組の総集編（事前収録）。 - 第2部は生放送で、翌1998年へのカウントダウンと10万個ドミノを実施。なお、中居は当日に『第48回NHK紅白歌合戦』の白組司会を務めていた関係で途中参加となり、 渋谷・NHKからお台場・フジテレビにリムジンバスで向かう様子を随時生中継（しかし、渋滞の為途中でバイクに乗り換えた）。中居の不在時は木村が司会を担当した。 中居は番組終盤の「夜空ノムコウ」歌唱中に到着。 - 新年からドタバタの生放送だったこの回の視聴率は年越しバラエティ番組の歴代最高記録となった。 |
| 18   | 2004年1月12日  | 26.9%  | 『SMAP×SMAP'04 緊急生企画! 新春からこんなことやっちゃいますスペシャル!』（22:15 - 23:24） |
| 19   | 2001年3月5日   | 26.7%  | |
| 20   | 2006年3月13日  | 26.6%  | |

1996年4月15日の初回放送でいきなり22.4％の高視聴率を記録。その後10年以上にわたって同時間帯で民放トップの視聴率を誇り、2001年頃までは、通常回でも25％以上の高視聴率を記録することも珍しくなかった。フジテレビのドル箱番組として、2006年頃までは年間平均視聴率20%以上をキープしていた。
当時の裏番組であった読売テレビ制作の連続ドラマは本番組開始後視聴率が一桁を記録する作品が増え、中には放送回数を短縮して打ち切りに追い込まれた作品も存在する。当時のドラマスタッフも「何をやってもスマスマにはかなわないと制作陣も半ばあきらめていた」と証言するなど、番組の影響力の大きさをうかがえる。その後、ドラマ枠は2004年3月に廃止となった。
一方、2008年以降は『しゃべくり007』（日本テレビ制作）と競合するようになり、2010年代以降は視聴率で『しゃべくり』に逆転され、解散騒動後は一桁に転落する回が多くなった。

## ネット局

### 放送終了時点
| 放送対象地域  | 放送局                    | 系列                                         | 放送日時                     | ネット状況 | 脚注      |
| ------------- | ------------------------- | -------------------------------------------- | ---------------------------- | ---------- | --------- |
| 近畿広域圏    | 関西テレビ（KTV）         | フジテレビ系列                               | 月曜 22:00 - 22:54           | 共同制作局 |           |
| 関東広域圏    | フジテレビ（CX）          | フジテレビ系列                               | 月曜 22:00 - 22:54           | 共同制作局 |           |
| 北海道        | 北海道文化放送（UHB）     | フジテレビ系列                               | 月曜 22:00 - 22:54           | 同時ネット |           |
| 岩手県        | 岩手めんこいテレビ（mit） | フジテレビ系列                               | 月曜 22:00 - 22:54           | 同時ネット |           |
| 宮城県        | 仙台放送（OX）            | フジテレビ系列                               | 月曜 22:00 - 22:54           | 同時ネット |           |
| 秋田県        | 秋田テレビ（AKT）         | フジテレビ系列                               | 月曜 22:00 - 22:54           | 同時ネット |           |
| 山形県        | さくらんぼテレビ（SAY）   | フジテレビ系列                               | 月曜 22:00 - 22:54           | 同時ネット | [ 注 33 ] |
| 福島県        | 福島テレビ（FTV）         | フジテレビ系列                               | 月曜 22:00 - 22:54           | 同時ネット |           |
| 長野県        | 長野放送（NBS）           | フジテレビ系列                               | 月曜 22:00 - 22:54           | 同時ネット |           |
| 新潟県        | 新潟総合テレビ（NST）     | フジテレビ系列                               | 月曜 22:00 - 22:54           | 同時ネット |           |
| 富山県        | 富山テレビ（BBT）         | フジテレビ系列                               | 月曜 22:00 - 22:54           | 同時ネット |           |
| 石川県        | 石川テレビ（ITC）         | フジテレビ系列                               | 月曜 22:00 - 22:54           | 同時ネット |           |
| 福井県        | 福井テレビ（FTB）         | フジテレビ系列                               | 月曜 22:00 - 22:54           | 同時ネット |           |
| 静岡県        | テレビ静岡（SUT）         | フジテレビ系列                               | 月曜 22:00 - 22:54           | 同時ネット |           |
| 中京広域圏    | 東海テレビ（THK）         | フジテレビ系列                               | 月曜 22:00 - 22:54           | 同時ネット |           |
| 鳥取県 島根県 | 山陰中央テレビ（TSK）     | フジテレビ系列                               | 月曜 22:00 - 22:54           | 同時ネット |           |
| 岡山県 香川県 | 岡山放送（OHK）           | フジテレビ系列                               | 月曜 22:00 - 22:54           | 同時ネット |           |
| 広島県        | テレビ新広島（TSS）       | フジテレビ系列                               | 月曜 22:00 - 22:54           | 同時ネット |           |
| 愛媛県        | テレビ愛媛（EBC）         | フジテレビ系列                               | 月曜 22:00 - 22:54           | 同時ネット |           |
| 高知県        | 高知さんさんテレビ（KSS） | フジテレビ系列                               | 月曜 22:00 - 22:54           | 同時ネット | [ 注 34 ] |
| 福岡県        | テレビ西日本（TNC）       | フジテレビ系列                               | 月曜 22:00 - 22:54           | 同時ネット |           |
| 佐賀県        | サガテレビ（STS）         | フジテレビ系列                               | 月曜 22:00 - 22:54           | 同時ネット |           |
| 長崎県        | テレビ長崎（KTN）         | フジテレビ系列                               | 月曜 22:00 - 22:54           | 同時ネット |           |
| 熊本県        | テレビ熊本（TKU）         | フジテレビ系列                               | 月曜 22:00 - 22:54           | 同時ネット |           |
| 鹿児島県      | 鹿児島テレビ（KTS）       | フジテレビ系列                               | 月曜 22:00 - 22:54           | 同時ネット |           |
| 沖縄県        | 沖縄テレビ（OTV）         | フジテレビ系列                               | 月曜 22:00 - 22:54           | 同時ネット |           |
| 大分県        | テレビ大分（TOS）         | 日本テレビ系列 フジテレビ系列                | 水曜 0:54 - 1:49（火曜深夜） | 遅れネット | [ 注 35 ] |
| 宮崎県        | テレビ宮崎（UMK）         | フジテレビ系列 日本テレビ系列 テレビ朝日系列 | 金曜 0:54 - 1:51（木曜深夜） | 遅れネット | [ 注 36 ] |
| 青森県        | 青森放送（RAB）           | 日本テレビ系列                               | 日曜 13:10 - 14:05           | 遅れネット | [ 注 37 ] |
| 山梨県        | テレビ山梨（UTY）         | TBS系列                                      | 土曜 16:00 - 16:54           | 遅れネット |           |

### 過去
| 放送対象地域 | 放送局             | 系列           | 放送期間             | 脚注      |
| ------------ | ------------------ | -------------- | -------------------- | --------- |
| 徳島県       | 四国放送（JRT）    | 日本テレビ系列 | 番組開始 - 2010年6月 |           |
| 高知県       | テレビ高知（KUTV） | TBS系列        | 番組開始 - 1997年3月 | [ 注 38 ] |
| 山口県       | テレビ山口（tys）  | TBS系列        | 不明 - 2016年9月     | [ 注 39 ] |

### 備考
- HD対応になった2006年10月からは番組冒頭、画面右上に「Hi-Vision ハイビジョン制作」と「字幕放送」のテロップが入っていたが、2008年7月24日から「アナログ」表記が開始されたこと伴い、地上アナログ放送では（同時ネット局での）2008年7月28日放送分より、番組冒頭、画面右上に「アナログ」と「字幕放送」のテロップが入る[注 40]。なお、字幕放送のテロップは当初アナログ放送とデジタル放送で表示するデザイン・消去パターンが異なっていた。これは当時、関西テレビの送出マスターがアナログとデジタルで別々に置かれていたため（消去時はアナログはカットアウト、デジタルはフェードアウト）であったが、2009年7月14日のアナログ・デジタル統合マスター更新後は表示するデザイン・消去パターンもアナログ・デジタルとも同じものとなった。
- 福井テレビでは最初の半年間は時差ネット[注 41][注 42]だったが、特番での臨時同時ネットがあまりにも好評だったことが功を奏したのか、立ち上げ半年後の1996年10月改編から同時ネットに移行した[注 43]。

## スタッフ
- 構成：鶴間政行、舘川範雄
- 作家：石原健次、鈴木おさむ、大井洋一
- ナレーター：増田晋、川端健嗣（フジテレビアナウンサー→BSフジ広報局専任局長）、DJナイク、井上美紀
- 振り付け：JUN
- スタイリスト：黒澤彰乃
- 美術制作：三竹寛典（CX）
- 美術進行：中村秀美
- デザイナー：水上啓光・鈴木賢太・邨山直也（両者CX）
- 大道具：鎌田大祐、三田部義広
- アートフレーム：永濱大作
- 装飾：山下正美
- 持道具：土屋洋子
- メイク：安藤有美
- 衣裳：城戸政人、浅見彰
- かつら：中野奈緒
- 視覚効果：猪又悟
- 電飾：渕井猛司
- アクリル装飾：犬塚健
- 生花装飾：山寺由美
- 植木装飾：広田明
- タイトル：湯浅信人
- 特殊美術：横山公一
- 特殊装置：岩瀬直孝
- CG：渡辺之雄、秋里直樹、高橋康之、関根知佳
- フードコーディネーター：結城摂子（マンダリン工房、「BISTRO SMAP」担当）
- TP：斉藤伸介（CX）
- TD：佐々木信一
- SW：小林知司（以前は、CAM）
- CAM：小川経一、瀬田学
- VE：郡司洋、竹内貴志
- 技術：共同テレビ
- AUD：高橋敬
- PA：吉竹新、後藤祐輔
- 照明：宗像徹馬
- LP：植松晃一（CX）
- 編集：坂本貴志、刈屋綾乃、葉柴栄次、杉原丈司、久世圭子
- MA：高橋誠一郎（毎週）、泉英里奈、道淵進（週替り）
- 音響効果：西野有彦、坂本洋子
- DJ：安本ヒロユキ
- 音楽CG：mofutec
- 制作協力：ジャニーズ事務所（ジャニーH.キタガワ）
- 協力：服部栄養専門学校（服部幸應、関口智幸、酒井文彦、小高勇介、中村哲）、Halftone Music（「S-Live」担当）、北沢産業株式会社（「BISTRO SMAP」担当）、fmt[注 44]
- 編成：南口博孝（KTV）、加藤達也（CX）
- 広報：前田香久（KTV）、小中ももこ（小中→以前は広報→編成、CX）、片山正康（CX）
- 宣伝：鈴木文太郎（以前はD、CX）
- アドバイザー：能智大介（CX）
- 連絡：保坂美帆
- デスク：宮崎由佳
- TK：高木美紀（エーステレビ）
- FD：益田洋平
- AP：中山佳祐（共同テレビ）、小関悠介（CX）
- オブザーバーP：田中猛彦（以前はP→CP、KTV）
- アソシエイトP：河西秀幸（以前はAP、KTV）
- ディレクター：代々木明徳（CX）、印田弘幸・渡辺剛・岡田純一（オイコーポレーション）、松永健太郎（以前はAD→FD、アズバーズ→共同テレビ）、小林正彦、井上融（両者とも以前はFD、CX）
- 演出：出口敬生（以前はAD→FD→D 、CX）、小倉伸一（以前はAD→D、オイコーポレーション）
- プロデューサー：春名剛生（以前は編成→AP→制作P、CX）、乾充貴（2010年7月26日 - 、KTV）
- チーフプロデューサー：黒木彰一（以前は演出→プロデューサー、CX）
- 制作：関西テレビ→カンテレ、フジテレビ

### 過去のスタッフ
- ナレーター：田子千尋
- 作家・構成：永井準、野中浩之、安達元一、二見雅人、福田雄一
- 振り付け：阿部乙三、SANCHE、 黒須洋壬、椛島永次、IZUMI、GOTO、TETSU、MASASHI
- スタイリスト：宇都宮いく子、栗田泰臣、百瀬豪
- 美術制作：重松照英・片岡浩美・井上明裕（CX）、岡崎忠司（KTV）
- デザイナー：越野幸栄、小池秀樹（CX）
- 美術進行：大野恭一郎
- 大道具：原田和久、樋口雄一郎、中山寛之、卜部徹夫、堅木弘史、三谷陽介
- 特殊美術：佐藤むさく、佐藤吉一
- 装飾：中澤正英、藤間俊昭、望月富夫、林成利
- メイク：水野聖子、田代典子
- かつら：新井智子
- 電飾：堀内文博
- アクリル装飾：佐藤則雄、北神窓夏
- 生花装飾：長崎由利子、根本由美子
- 植木装飾：森慶申
- グラフィックデザイン：蝦名龍郎
- CG：小池秀樹（CX）、西村了（イクイティエンタテインメント）、近藤研策、岡本英士（CX）、小幡英雄、徳永晶子、森宮裕、土屋貴史、大坪隆仁、瀬井貴之
- エンドCG：河村善彦
- タイトル：岩崎光明、福澤伸太郎
- TP：江花佳恵・岸田花子・馬場直幸・塩津英史・松本英士（CX）
- TD：二見健二
- SW：岡田和美
- CAM：原田延隆、鰺坂輝国、浦部玲一、秋山透、菅野恒雄、野口勝己、寺本和美、菅原武志、伴野匡
- VE：品田正人、板坂謙二、帯刀淳也、小野寺毅、加藤俊二
- AUD：斉藤哲史、近藤崇宏
- PA：外崎光一
- 照明：岸本直樹、小林直貴、安藤雅夫
- 編集：加賀学、木村信彦、三澤(沢)祐大、中村慎吾、近藤慎吾、水野美智子、毛利哲也、白井英樹、近藤麻里子、三ツ井章文
- MA：佐藤浩二、緒方美奈
- スーパーバイザー：原田冬彦[注 45]（CX、以前は編成→AP）
- 編成：谷口泰規・植村泰之・永井好輝・濱星彦・小杉太二・西澤宏隆・東田元・山中厚史・野村亙（KTV、東田→以前はD）、吉田正樹[注 46]（CX）、鈴木吉弘・高橋松徳・小川泰・金井卓也・山根法久・夏野亮・浜野貴敏・和田行・中野利幸・立松嗣章・中島寛朗・渋谷謙太郎・大川友也（CX、浜野→以前はAD）
- 広報：渡辺真沙子・野手正敦・佐藤晃子・山本真央美・前田ひとみ・豊増雄（KTV）、大貫伊都子・稲葉匡信・矢崎かおり（CX）
- デスク：元吉里枝
- TK：長井千鶴、平井冴子
- アドバイザー：加茂裕治（CX）
- AD：津田敏之、原礼子、上杉由之、吉澤聡史[注 47]（CX）、石塚大志（CX）
- FD：川村徹也（KTV）、河井二郎（共同テレビ、以前はAD）、小柴享之（オイコーポレーション）、渋川大輔、高田雄太
- アソシエイトP：白根淳子（元広報部）、笹川正平（CX）
- AP：笠置高弘・毛阪一洋・山口泰弘・西本敦哉（KTV）
- ディレクター：坪田譲治・石井浩二（CX、石井→以前はAP）、亀森幸二[注 48]（CX）、金子傑・田中孝明・清水泰貴（CX）、名城ラリータ（FCC） / 小川悦司・坂田佳弘（KTV、小川→以前はAD、坂田→以前はFD）、市川豊 / 関卓也[注 49]・小松純也[注 50]（両者CX）
- 音楽ディレクター：板谷栄司[注 51]（CX）
- 演出：深瀬雄介[注 52]（CX）、亀高美智子（CX）
- プロデューサー：荒井昭博・小松純也（両者CX） / 重松圭一（KTV、以前は編成）
- 技術協力：共同エディット、バックヤードスタヂオ
- 協力：ニユーテレス、テルミック、ケネックジャパン、コマデン ほか

## テーマソング
- 青いイナズマ（1996年）
- SHAKE（1996年）
- ダイナマイト（1997年）
- Peace!（1997年）
- 夜空ノムコウ（1998年）
- 朝日を見に行こうよ（1999年）
- Let It Be（2000年）
- freebird（2002年）
- This is love（2010年）
- 僕の半分（2011年）
- Mistake!（2013年）
- Top Of The World（2014年）
- Otherside（2015年）